# Église Saint-Étienne de Marly-la-Ville
Pour les articles homonymes, voir Église Saint-Étienne et Saint-Étienne (homonymie).
L'église Saint-Étienne est une église catholique paroissiale située à Marly-la-Ville, en France. Sa construction commence à la fin du XIIe siècle dans le style gothique primitif, mais la plus grande partie de l'édifice date du XIIIe siècle et constitue une belle illustration du style gothique rayonnant. L'élévation sur trois niveaux avec triforium et baies hautes que l'on rencontre dans la nef, ainsi que les deux niveaux de fenêtres superposées dans l'abside témoignent d'une ambition et recherche architecturale peu communes pour une paroisse rurale. L'architecte a su donner un effet d'élancement à la nef, et l'intérieur est élégant et assez lumineux. Une particularité est la chapelle au plan outrepassé au chevet du bas-côté sud, dont les murs extérieurs décrivent un hémicycle : ce type de chapelle n'existe sinon que dans le nord-est de la France. La fin du XVe siècle apporte le revoûtement du vaisseau central par des voûtes flamboyantes aux nervures complexes. En 1774, un lambris de demi-revêtement est posé dans la quasi-totalité de l'église, et les chapiteaux des grandes arcades sont privés de leur décor sculpté. L'édifice est classée monument historique depuis 1933.

## Localisation
L'église est située dans le département français du Val-d'Oise, sur la commune de Marly-la-Ville, rue Gabriel-Péri, au centre ancien du village. La façade occidentale donne sur la rue et la façade septentrionale avec le clocher sur le parking de la mairie. Le chevet donne sur le jardin du presbytère et le mur septentrional sur un étroit passage se terminant en cul-de-sac devant l'ancien portail d'une ferme.

## Historique

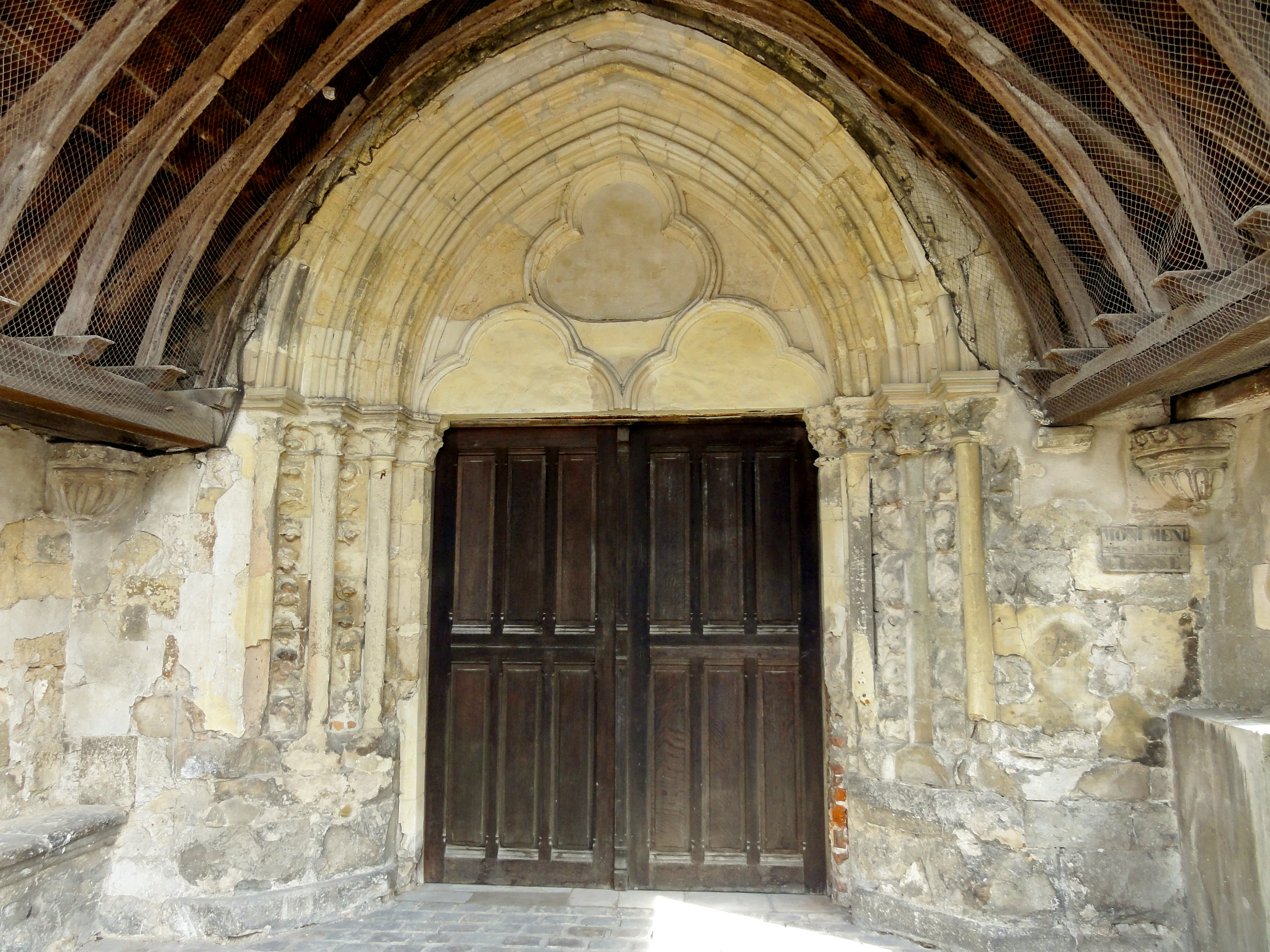
Portail occidental.

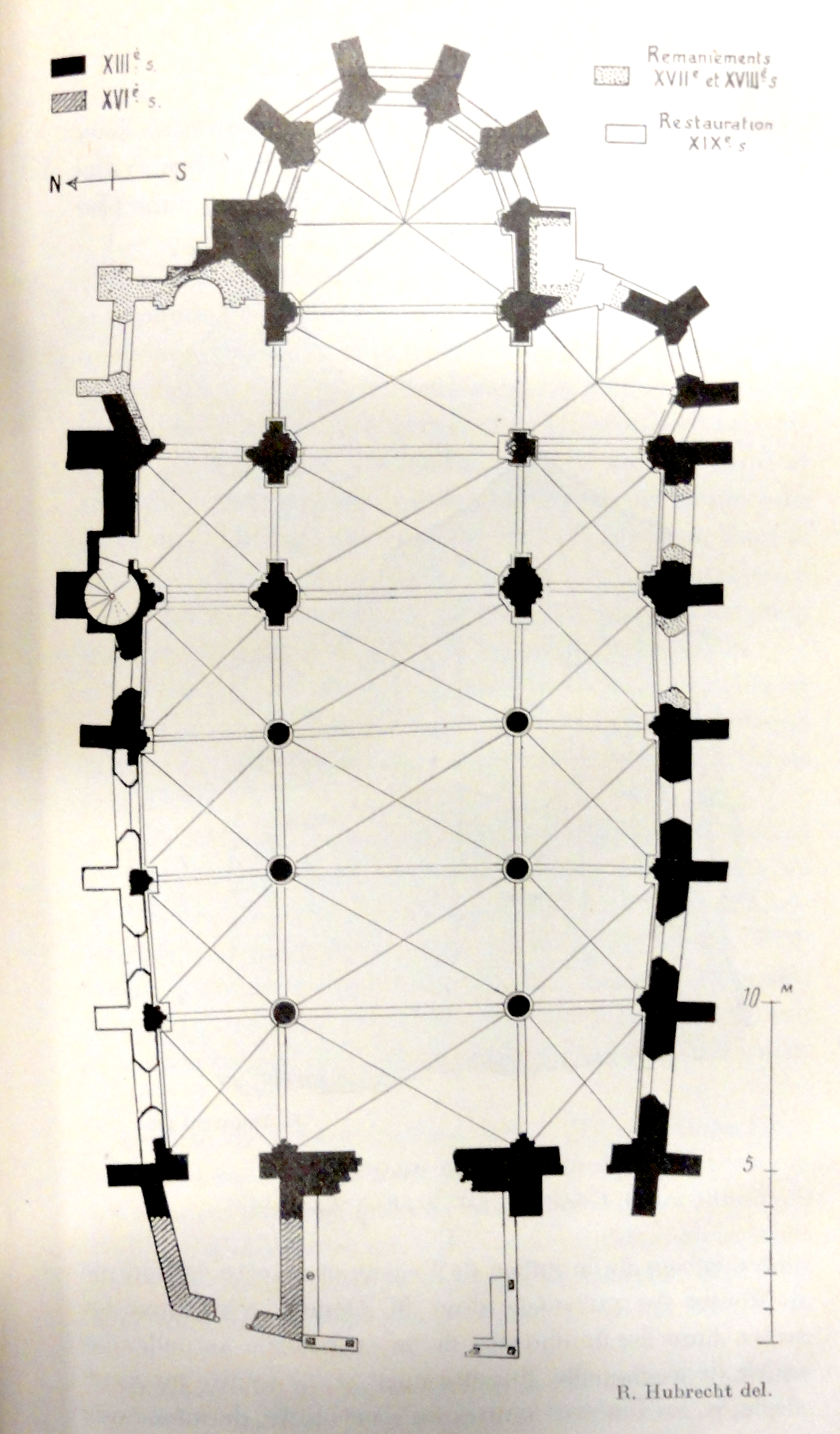
Plan de l'église.

La paroisse de Marly-la-Ville est probablement érigée à la fin du XIIe siècle, quand Maurice de Sully, évêque de Paris, donne l'église ou plutôt la chapelle de Marly à l'abbaye d'Hérivaux. Il s'agit vraisemblablement d'un démembrement de la paroisse de Fosses, dont la cure-prieuré appartient déjà à l'abbaye d'Hérivaux. À l'instar de l'église de la paroisse-mère de Fosses, celle de Marly est consacrée à saint Étienne, pape et martyr, et elle continue de dépendre de l'abbaye d'Hérivaux jusqu'à la Révolution française. Ce lien paraît d'autant plus naturel si l'on sait que l'abbaye a justement été fondée par un seigneur de Marly, Ascelin. Marly est également le siège d'un petit prieuré dont le prieur est en même temps le curé de l'église. L'abbé Lebeuf souligne même que seul le prieuré est mentionné dans les pouillés du diocèse de Paris jusqu'à celui de 1648, qui commet la faute de dire que la cure serait à la pleine collation de l'archevêque. Lebeuf qualifie l'église de Marly l'« une des plus belles du diocèse de Paris pour ce qui est de la campagne ». Peu de choses peuvent être dites de l'histoire de la paroisse de Malry, que ce ne soit la dédicace de l'église se célébrait le second dimanche suivant Pâques,,.
Après la Révolution française et la création du département de Seine-et-Oise, la paroisse est rattachée au nouveau diocèse de Versailles qui correspond exactement au territoire du département. Dans le contexte de la refonte des départements d'Île-de-France, le nouveau diocèse de Pontoise est érigé en 1966, et Marly-la-Ville en fait partie à l'instar de toutes les autres paroisses du département. Le diocèse de Paris se limite désormais à la seule ville de Paris. La paroisse de Marly-la-Ville n'est plus indépendante et est desservie par le curé de Louvres. Des messes dominicales y sont célébrées le premier et le troisième dimanche du mois, et des messes dominicales anticipées le second et le quatrième samedi du mois.
La construction de l'église commence dès la fin du XIIe siècle dans le style gothique primitif avec les deux travées droites du chœur et leurs bas-côtés, comprenant la base et le premier étage du clocher. La tradition locale veut faire le clocher à la période romane, et un ouvrage sur le patrimoine du département évoque des « arcatures romanes », mais aucun élément ne confirme ces assertions. Marcel Aubert pense même que le chœur ne remonte qu'au début du XIIIe siècle, mais il accorde peut-être trop d'importance à l'an 1196, année de décès de Maurice de Sully, sans pour autant rattacher explicitement la donation au testament de l'évêque. Charles Huet se fie davantage à l'analyse archéologique, sachant que la coïncidence entre la donation et la fondation n'est qu'une hypothèse fondée sur l'analogie avec d'autres villages. L'abside polygonale n'est ent tout cas achevée qu'au début du XIIIe siècle, et la nef est entièrement terminée pendant le troisième quart du XIIIe siècle. Ses dimensions généreuses font penser l'abbé Lebeuf que Marly devait être plus peuplé au Moyen Âge qu'à son époque, le XVIIIe siècle, quand le village dépasse à peine les 400 habitants. À la fin du XVe siècle, les voûtes du vaisseau central s'effondrent ou menacent de s'effondrer, car les murs latéraux insuffisamment contrebutés n'ont pas résisté à leur poussée et se sont déversés, ce qui a fragilisé les voûtes. Six nouvelles voûtes flamboyantes sont lancées, et de nouveaux arcs-boutants sont construits au nord, alors que ceux d'origine subsistent au sud, très déformés : la nef ne tient plus que grâce aux nombreux étrésillons de fer. Une chapelle baptismale est accolée devant le mur occidental du bas-côté nord au XVIIIe siècle. Les murs des trois premières travées du bas-côté nord sont rebâtis au XIXe siècle,,. L'édifice est classé au titre des monuments historiques par arrêté du 8 décembre 1933.

## Description

### Aperçu général
Régulièrement orientée, l'église Saint-Étienne se compose d'une nef de quatre travées barlongues accompagnée de bas-côtés ; d'un chœur comportant deux travées droites et une abside à cinq pans ; et de deux bas-côtés du chœur de deux travées chacun. Il n'y a donc pas de transept. Les dernières travées des bas-côtés constituent des chapelles au plan outrepassé, et les murs extérieurs de la chapelle du sud comportent quatre pans. Le clocher en bâtière se dresse au-dessus de la première travée du bas-côté nord du chœur. Ce plan paraît simple, mais sa régularité n'est qu'apparente, car les angles droits sont rares, et la largeur des bas-côtés augmente successivement d'ouest en est. Trois annexes sont à signaler : une ancienne chapelle baptismale devant la première travée du bas-côté nord, faisant saillie devant la façade occidentale ; un porche devant le portail occidental ; et une sacristie dans l'angle entre bas-côté sud et abside. L'ensemble de l'église est voûté d'ogives, hormis la chapelle du nord, qui est voûtée d'arêtes. Les bas-côtés sont couverts par des toits en appentis prenant appui contre les murs hauts du vaisseau central, qui quant à lui possède un toit à deux rampants avec pignon à l'ouest. Avec son élévation intérieure à trois étages comportant un faux triforium, et son abside à deux rangs de fenêtres superposées épaulée par des arcs-boutants, l'architecture soignée de l'église de Marly-la-Ville la distingue de la plupart des autres églises rurales du pays de France.

### Extérieur

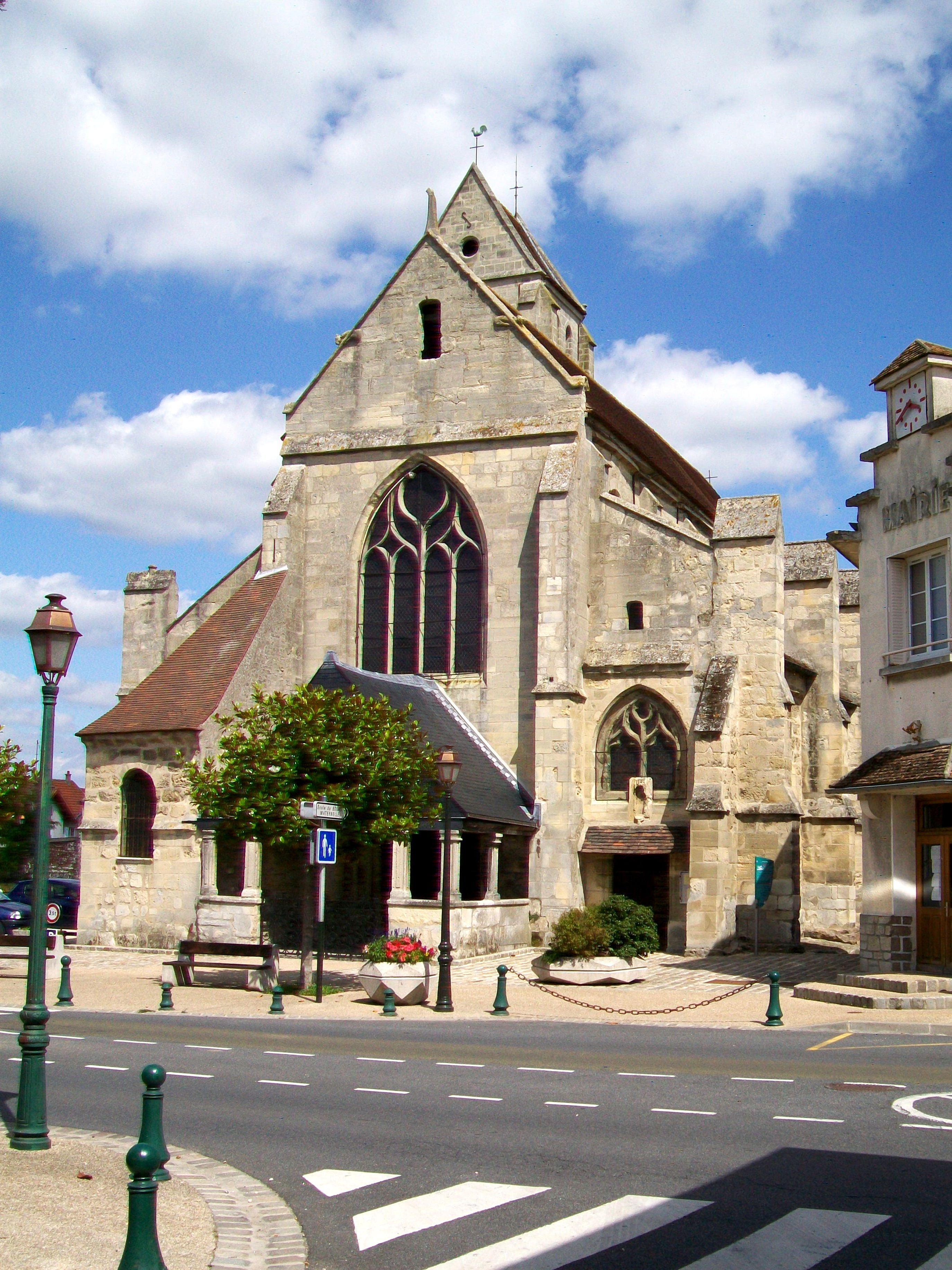
Vue depuis l'ouest.

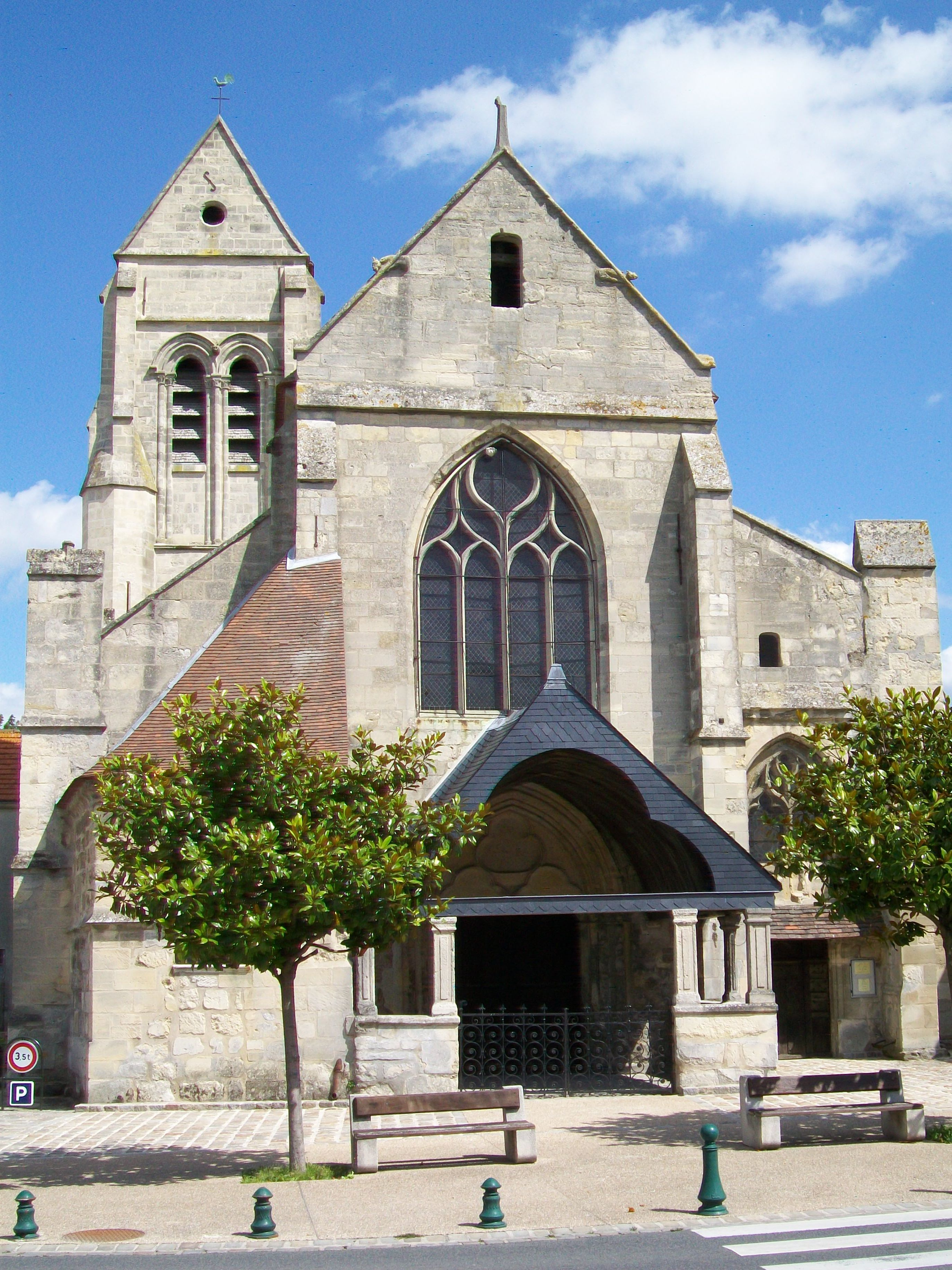
Façade occidentale.

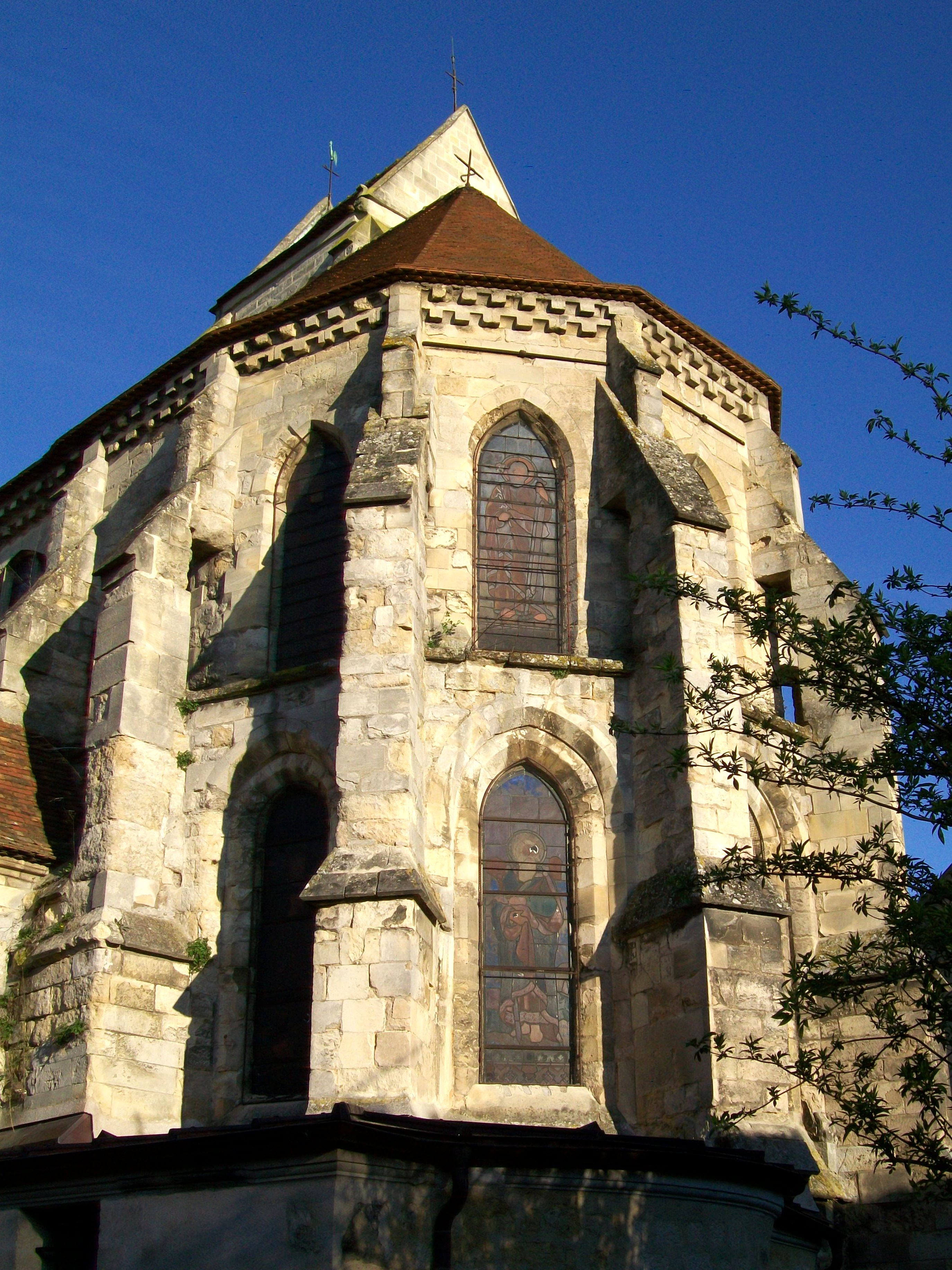
Le chœur.

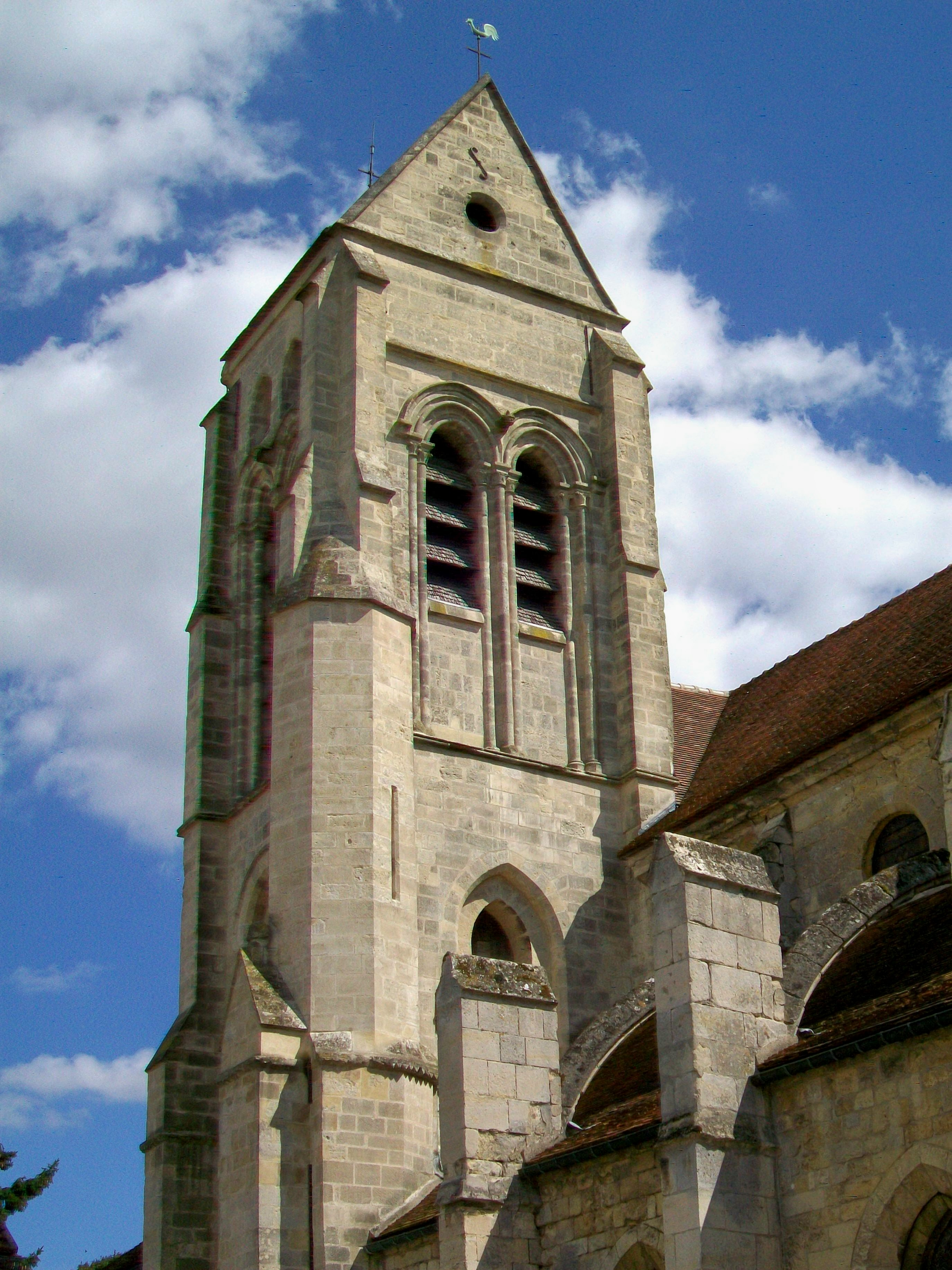
Détail du clocher.

La façade occidentale fait cohabiter des éléments de trois époques différentes. L'énorme fenêtre en tiers-point a été percée dans le mur de la nef au XVIe siècle, comme le montre son remplage flamboyant tardif sur la base de quatre lancettes, surmontées par des soufflets et mouchettes simplifiés. Au-dessus, un glacis marque la séparation entre le mur de la nef et le pignon. À gauche et à droite, des contreforts verticaux épaulent le mur et se terminent par des glacis. En dessous de la grande baie, le portail en arc brisé du XIIIe siècle avec son multiple archivolte et son tympan décoré de trois trèfles est dissimulé sous le porche du XVIe siècle. Sa charpente repose sur des pilastres et colonnettes au décor antiquisant, indiquant l'influence de la Renaissance. À gauche, la chapelle baptismale du XVIIIe siècle sans style particulier avec son toit à croupes cache la vue sur le bas-côté nord.
À droite, le mur du bas-côté sud a pris sa physionomie actuelle à la période flamboyante, de laquelle date la fenêtre en tiers-point avec un remplage délicat caractéristique de cette époque. Les deux lancettes à têtes tréflées sont surmontées par des soufflets et mouchettes. En dessous, s'ouvre un portail secondaire moderne. En haut, un examen précis du mur du bas-côté permet de distinguer la volée bouchée du premier arc-boutant de la nef. Le petit contrefort à droite de la baie flamboyante est rythmé par un glacis intermédiaire au niveau du seuil des fenêtres, disposition reprise par tous les contreforts des murs gouttereaux, et il se termine par un glacis très incliné, qui n'est ébauché sur les contreforts des élévations latérales. Sur ces dernières, les contreforts sont en effet plus élevés pour recevoir la retombée des arcs-boutants, et ils sont couronnés par des chaperons en bâtière. La pureté des lignes de l'architecture du XIIIe siècle s'est entièrement conservée sur les façades nord et sud, qui sont essentiellement rythmées par les contreforts et arcs-boutants à simple volée, et par les oculi tenant lieu de baies hautes de la nef et les fenêtres en tiers-point à lancette simple des bas-côtés.
Le chevet est particulièrement remarquable, mais malheureusement mal visible car donnant sur le jardin du presbytère, fermé au public. La partie inférieure des contreforts est plus massive, et la partie supérieure est ajourée pour permettre le passage d'une étroite galerie de service, destinée à l'entretien des baies du second niveau. Ainsi, ces contreforts s'apparentent aux arcs-boutants du premier type. Leur glacis final se situe en dessous du sommet des murs, et il supporte un second contrefort de très petites dimensions. Les murs se terminent par une double corniche de corbeaux. La superposition de deux baies sur les pans de mur du chevet est une disposition assez rare, résultant sans doute du renoncement à un déambulatoire, tout en voulant imiter l'élévation des grandes églises gothiques de la première période. Toutes les baies sont en tiers-point et à lancette simple, et seules celles du rez-de-chaussée sont discrètement décorées d'un archivolte extérieur, ce qui résulte en deux ébrasements successifs.
Le clocher est entièrement intégré dans le bas-côté nord, et ses contreforts s'adaptent au modèle adopté pour les bas-côtés. L'on en compte deux pour chaque angle, et à partir du milieu du premier étage, leur diamètre ne diminue plus, mais ils sont toutefois entrecoupés d'un larmier en haut du premier étage, et d'un dernier glacis intermédiaire au milieu du second étage. L'angle nord-ouest du clocher est occupé par une tourelle d'escalier octogonal, qui va jusqu'au début du second étage et se substitue aux contreforts. Au niveau du premier étage, la tourelle présente un cordon en dents de scie à l'ouest, et un contrefort supplémentaire au nord, se terminant par un genre de petit gâble. La partie supérieure de la tourelle a été ajoutée lors du rehaussement du clocher primitif au XIIIe siècle. Le premier étage du clocher est pourvue d'une baie en tiers-point à l'ouest, au nord et à l'est. Ces baies sont décorées par un archivolte extérieur, qui donne également l'illusion de baies plus grandes qu'elles ne le sont en réalité. Surtout le second étage est intéressant car traité avec plus de soin, dans la longue lignée des clochers gothiques du nord de l'Île-de-France. Chaque face est ajourée de deux ouvertures abat-son gémelées en arc brisé, flanquées de fines colonnettes à chapiteaux, et s'inscrivant dans un archivolte décoré de la même façon. Un bandeau retombant sur des têtes grimaçantes surmonte chacun des archivoltes.

### Intérieur

#### Nef

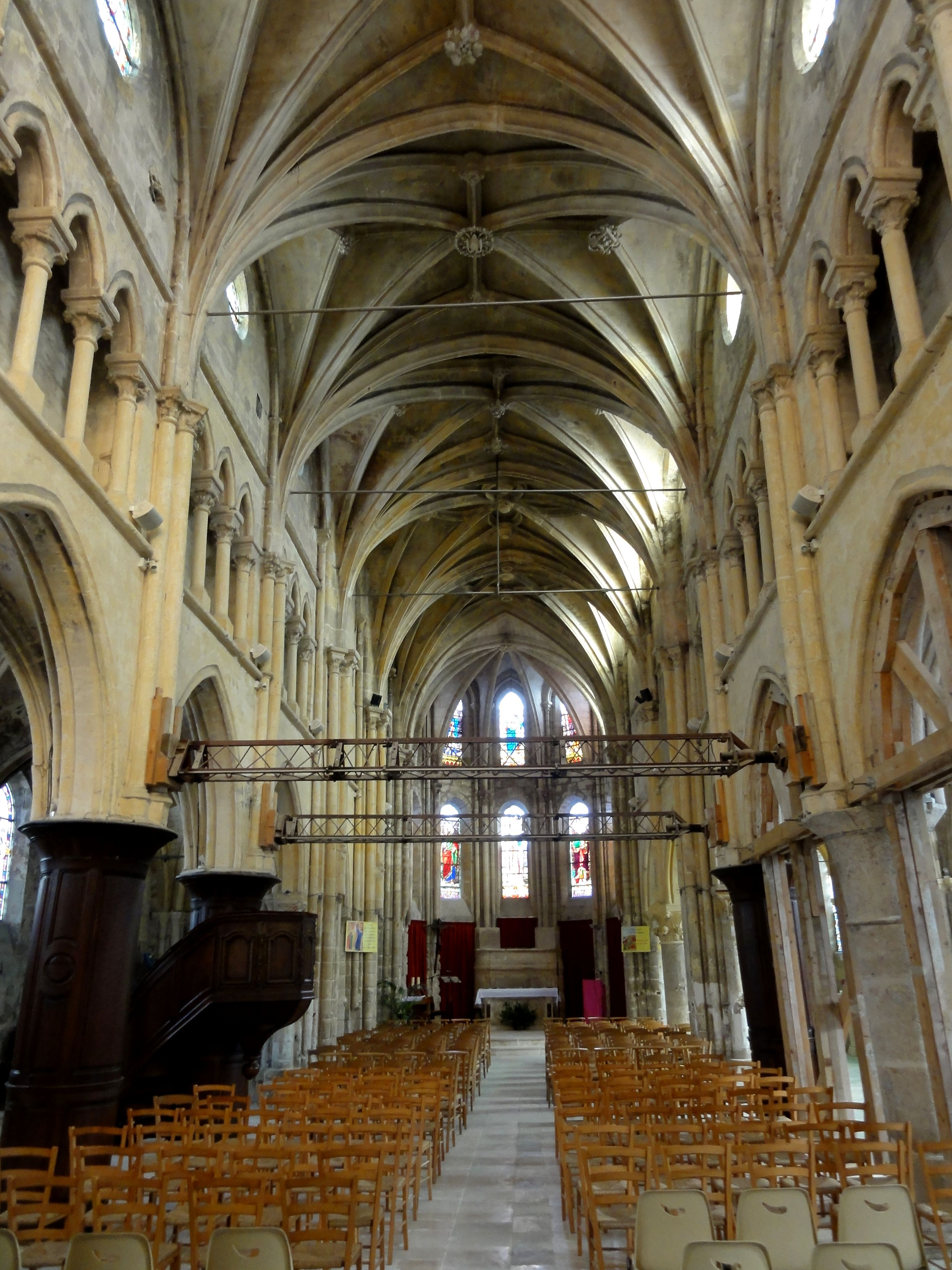
Vue vers l'est.

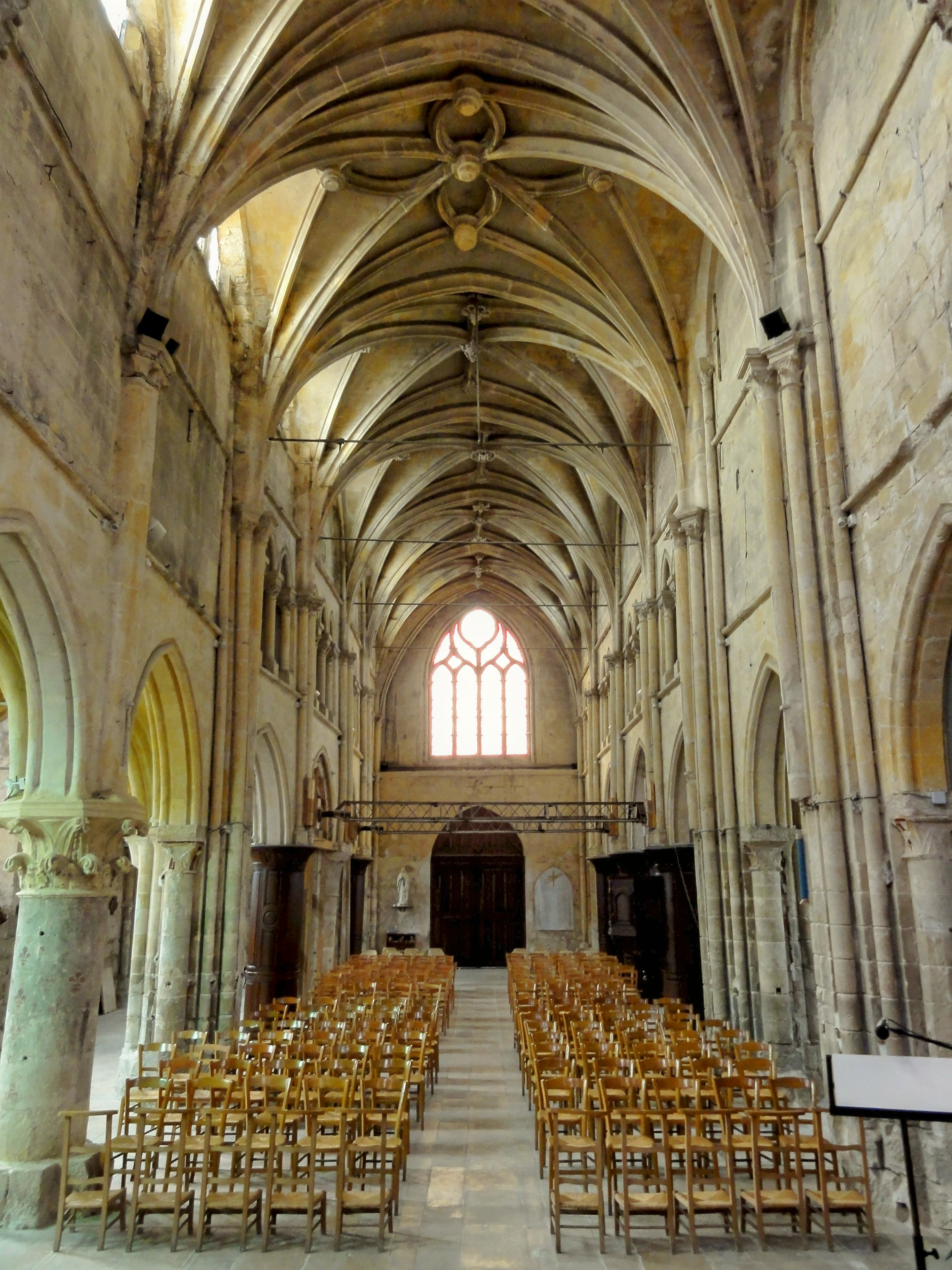
Vue vers l'ouest.

L'intérieur de la nef représente un bel exemple de l'architecture gothique rayonnante. Son élévation à trois étages, avec les arcades en tiers-point reposant sur des piliers monocylindriques isolés, faux triforium et fenêtres hautes en forme d'oculi, permet de situer la nef dans la lignée des églises inspirées de la cathédrale Notre-Dame de Paris. L'élévation latérale rappelle le chœur de Jouy-le-Moutier et de plusieurs églises franciliennes en dehors du département. Rien ne vient interrompre l'élan vertical exprimé par la double rangée de baies. La verticalité est soulignée par deux moulures toriques, l'une au seuil des arcades du faux triforium, l'autre à une certaine distance au-dessus. Depuis les tailloirs des piliers des grandes arcades, des faisceaux de trois colonnettes engagées montent jusqu'au niveau des chapiteaux du faux triforium, la colonnette médiane réservée à arc-doubleau étant légèrement proéminente. Comme à Champagne-sur-Oise, leurs chapiteaux fusionnent au niveau des crochets et se partagent un même tailloir. La portion correspondant au chapiteau médian est à bec : c'est une disposition qui a été introduite pour la première fois dans l'abbatiale de Royaumont (détruite). Comme à Champagne-sur-Oise, les chapiteaux du faux triforium et ceux du second ordre sont alignés sur un même niveau, ce qui est loin d'être la règle, et les formerets en tiennent une forme aigüe et surhaussé. L'architecte a poussé l'harmonisation plus loin et donné les mêmes dimensions aux chapiteaux du faux triforium et ceux du second ordre. Il a également donné le même profil aux grandes arcades et à celles du faux triforium, à savoir un méplat entre deux tores. L'on peut seulement s'interroger pourquoi l'architecte s'est contenté d'oculi aussi petits comme fenêtres hautes, car même si la partie supérieure de l'étage du triforium occupe une partie de la lunette des voûtes, il y aurait eu de la place pour des fenêtres trois fois plus grandes, quitte à les rendre triangulaires comme à Champagne-sur-Oise,.
Le faux triforium est formé par trois arcades en tiers-point par travée, sans arc de décharge, exactement comme dans les chœurs de Jouy-le-Moutier, Louveciennes et Sarcelles, et dans la nef d'Andrésy, où les arcades sont toutefois au nombre de quatre. L'étroite galerie se trouvant derrière est interrompue derrière chaque faisceau de colonnettes, et l'intercommunication n'a jamais été assurée. Les galeries ne sont accessibles que par des portes dans le mur de refend, accessibles depuis les combles des bas-côtés. Une partie de ces portes a cependant été murée. Au revers de la façade occidentale, une coursière relie les combles des deux bas-côtés entre eux. Les voûtes sur croisées d'ogives de la nef datent de la fin du XVe siècle, et s'élèvent à 12,10 m au-dessus du niveau du sol. Elles présentent le dessin classique à liernes et tiercerons, courant à la période flamboyante. Les doubleaux ont été refaites en même temps que les voûtes, et partagent le profil prismatique aigu, également caractéristique du style flamboyant. Les formerets monotoriques subsistent cependant d'origine. Alors qu'ils devaient initialement se partager les chapiteaux avec les ogives, ceux-ci s'interpénètrent désormais avec les doubleaux et laissent leurs chapiteaux aux ogives. Tout en appliquant les principes stylistiques de son époque, l'architecte de la fin du XVe siècle a donc trouver un moyen de marier les supports du XIIIe siècle aux voûtes flamboyantes sans heurts. C'est loin d'être le cas dans toutes les églises dans le même cas, car des fûts de colonnettes restent souvent sans emploi après un revoûtement : le chœur en fournit un exemple. Les cinq clés de voûte par travée sont richement décorées et d'une sculpture très filigrane, et figurent des rosaces ou des arrangements ornementaux, contenant parfois des écus non armoriés. — Pour revenir aux grandes arcades, leurs piliers ont été habillés de chemises en bois en 1774, ce qui a nécessité l'épannelage des corbeilles des chapiteaux et l'entaille des bases. Seuls les supports au droit du mur occidental ont été épargnés par cette opération. Si les boiseries sont d'une belle facture, le confinement entre le bois et la pierre favorise l'apparition de moisissure, le bois se pourrit et la pierre est rongée par l'humidité. À partir du quatrième pilier, les boiseries ont dû être retirées, et leur restauration est envisagée pour les trois premiers piliers,.

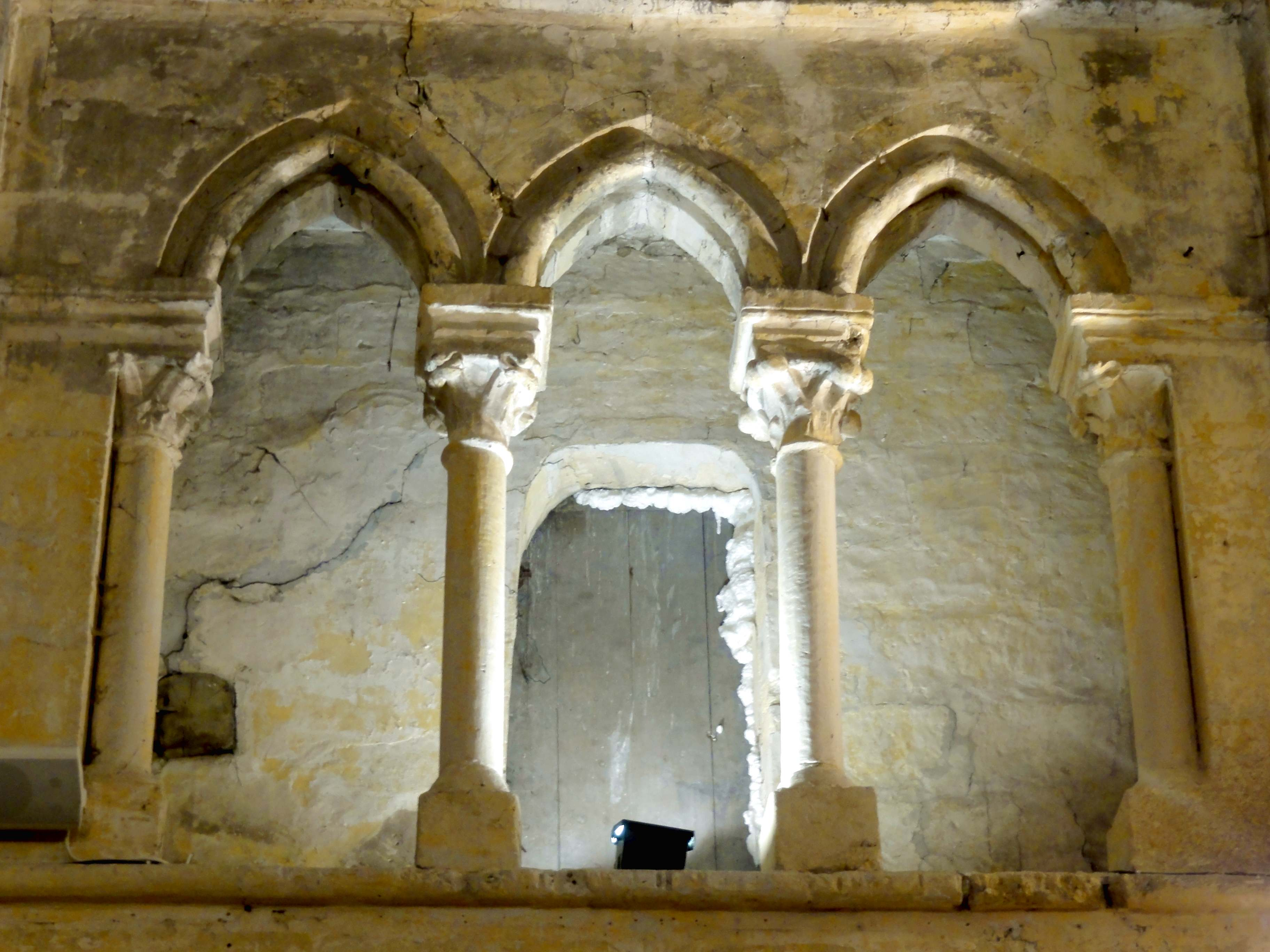
Triforium de la 1re travée.
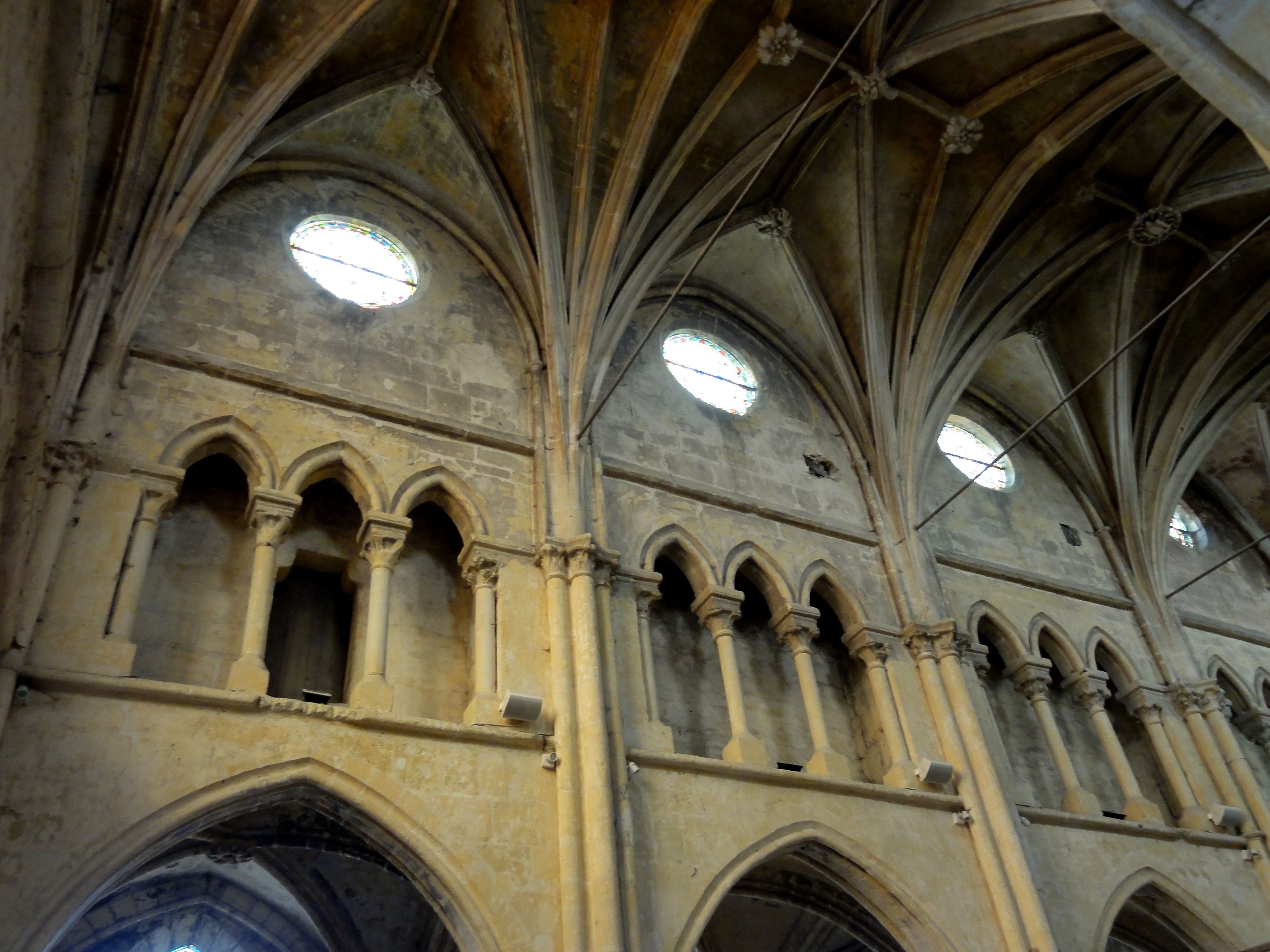
Parties hautes, côté nord.
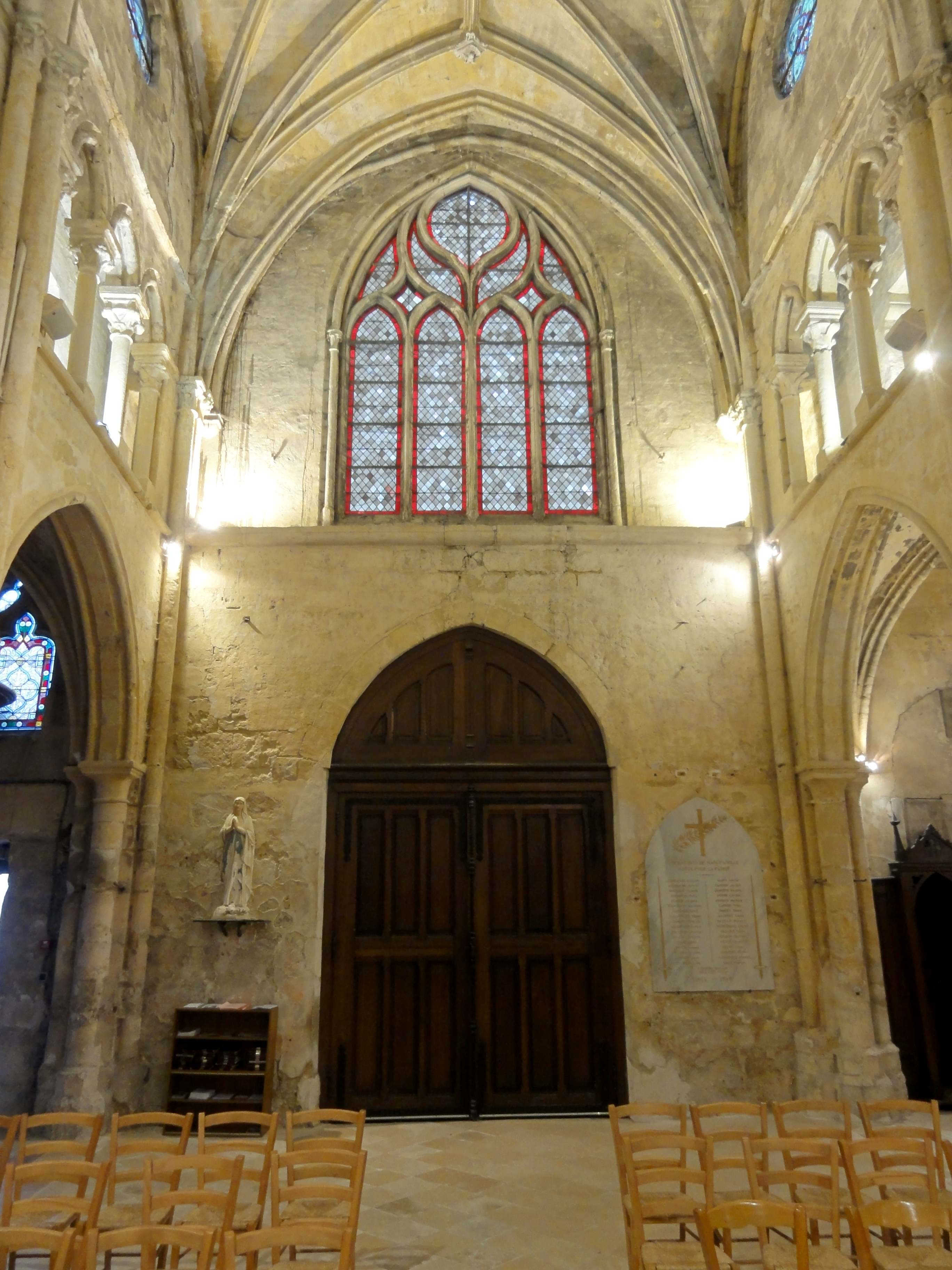
Revers de la façade.
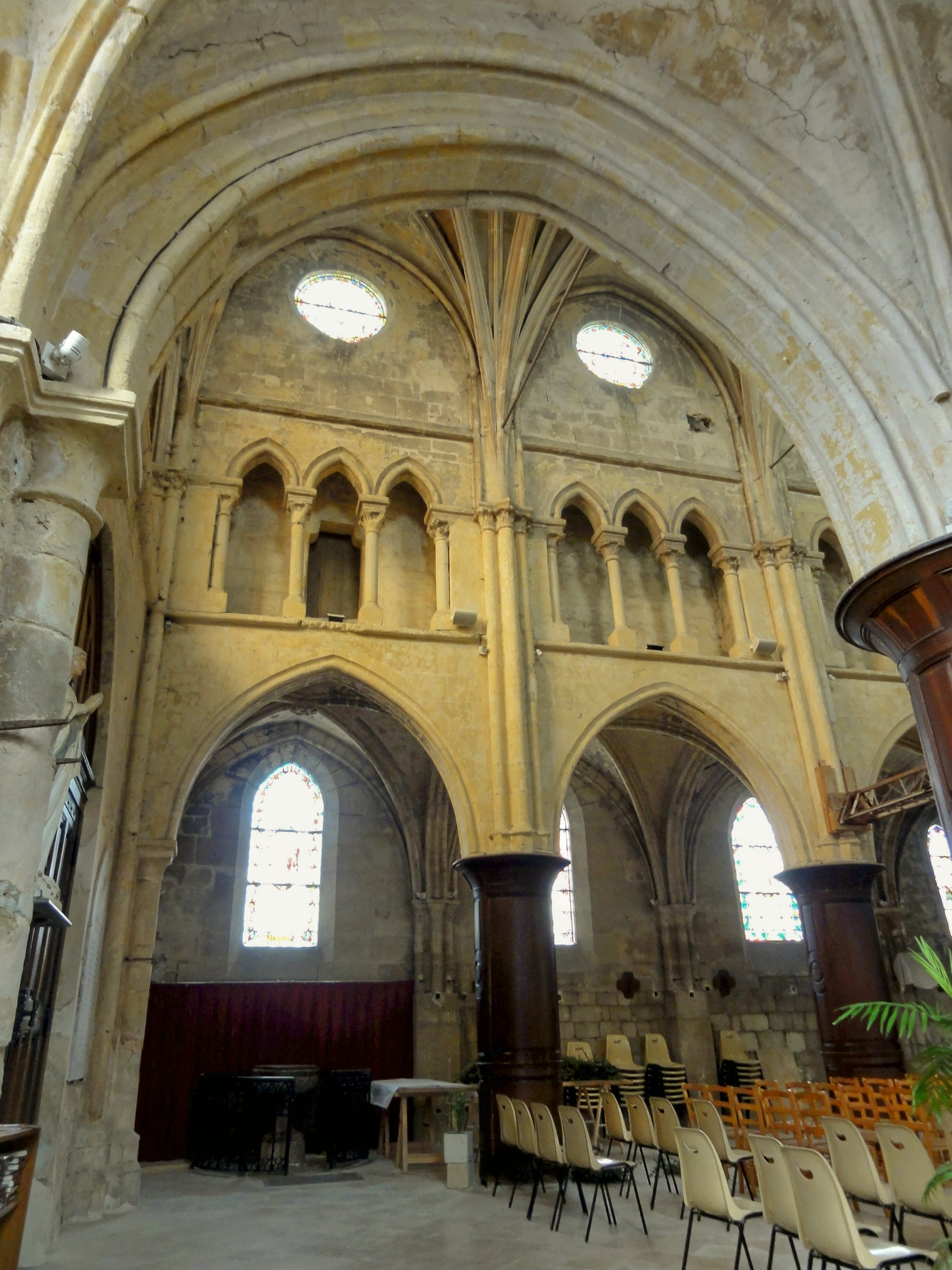
Élévation nord.
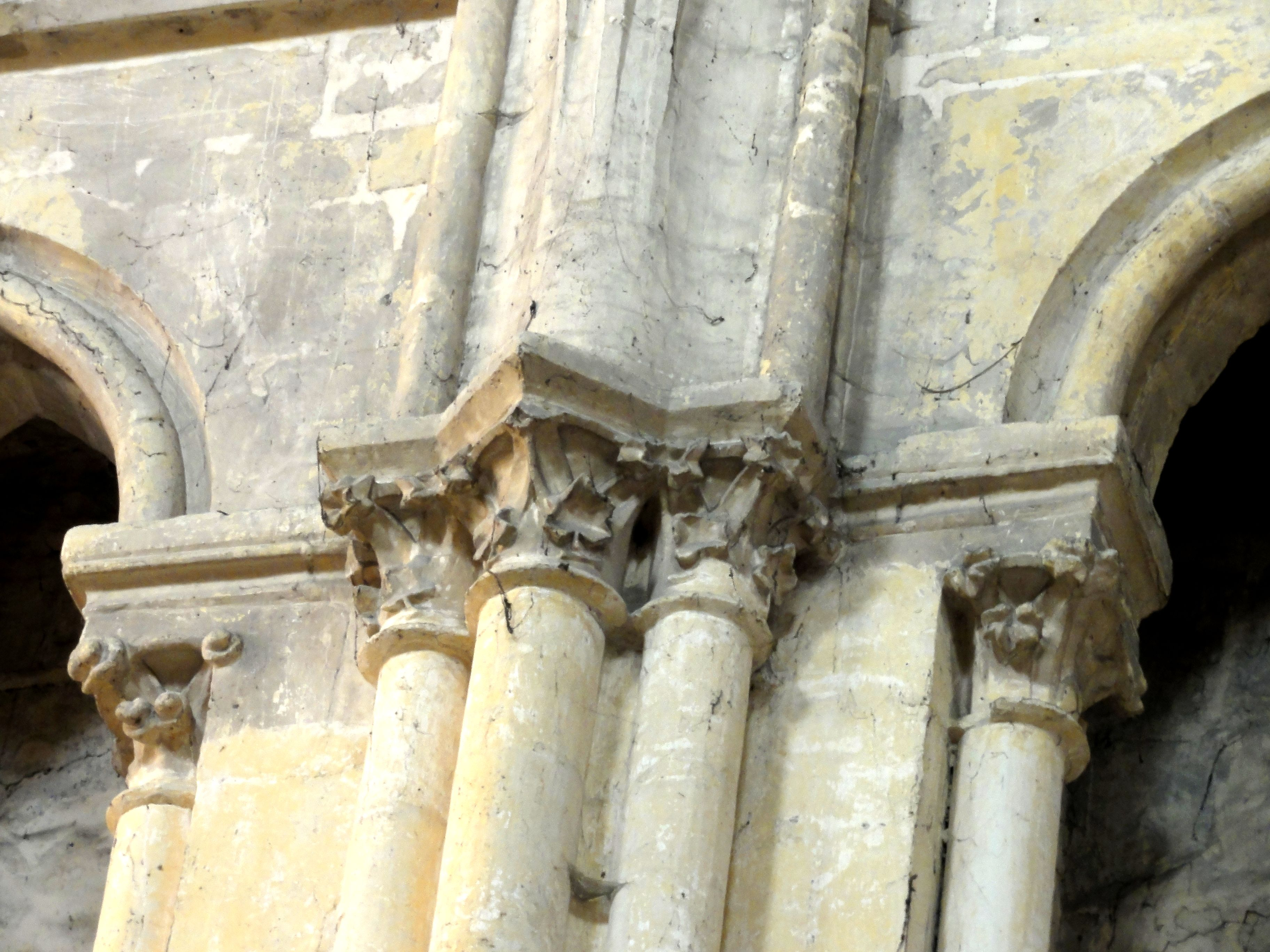
Chapiteaux du 2e ordre.
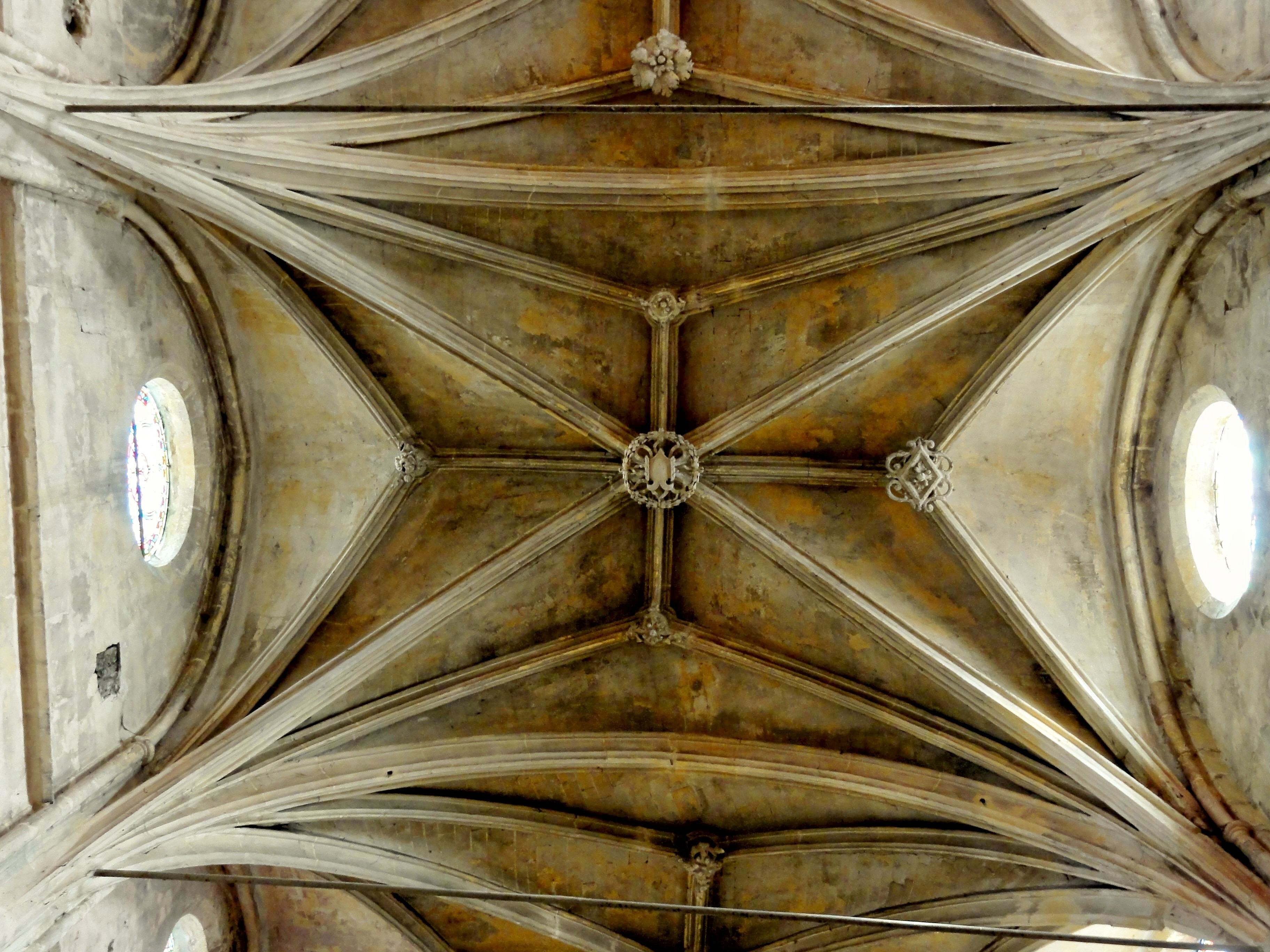
Voûte de la 3e travée.

#### Bas-côtés de la nef et du chœur
Les bas-côtés de la nef et de la première travée du chœur sont relativement homogènes, bien qu'appartenant à deux campagnes de construction différentes. La dernière travée du bas-côté au nord de la nef semble provenir de la campagne de construction des travées droites du chœur. Les voûtes s'élèvent à 5,80 m au-dessus du niveau du sol et subsistent d'origine, c'est-à-dire du XIIe / XIIIe siècle. Les clés de voûte sont de délicates petites rosaces. Il y a des formerets monotoriques dans toutes les travées. Dans les bas-côtés de la nef, les ogives sont au profil d'un tore en forme d'amande entre deux baguettes, posées sur un large bandeau dont les flancs sont pourvus de gorges. Dans la quatrième travée du nord, le profil est exceptionnellement d'une arête entre deux tores, ce qui est le profil des doubleaux. Dans les bas-côtés du chœur, le profil des ogives est monotorique, et les doubleaux sont à deux tores encadrant une gorge : ce profil existe aussi dans l'église Saint-Étienne de Fosses. Pour la pose du lambris, les colonnettes supportant les doubleaux ont été coupées directement en dessous des chapiteaux, et la sculpture de la plupart des chapiteaux est très endommagée, si elle n'a pas complètement disparu. Dans la quatrième et la cinquième travée, qui appartient déjà au chœur, le principe de l'équivalence du nombre d'éléments à supporter et du nombre de supports a été appliqué, ce qui à pour conséquence des faisceaux de cinq colonnettes au droit des murs extérieurs, au lieu de seulement trois colonnettes ailleurs. Les fenêtres sont dépourvues de toute mouluration. L'on cherchera en vain l'ancienne chapelle baptismale visible depuis l'extérieur : une cloison la sépare du bas-côté nord, et l'accès se fait par une porte dissimulée dans l'une des loges du confessionnal placé devant. La pièce sert de dépôt et contient des éléments du mobilier abîmés,,.

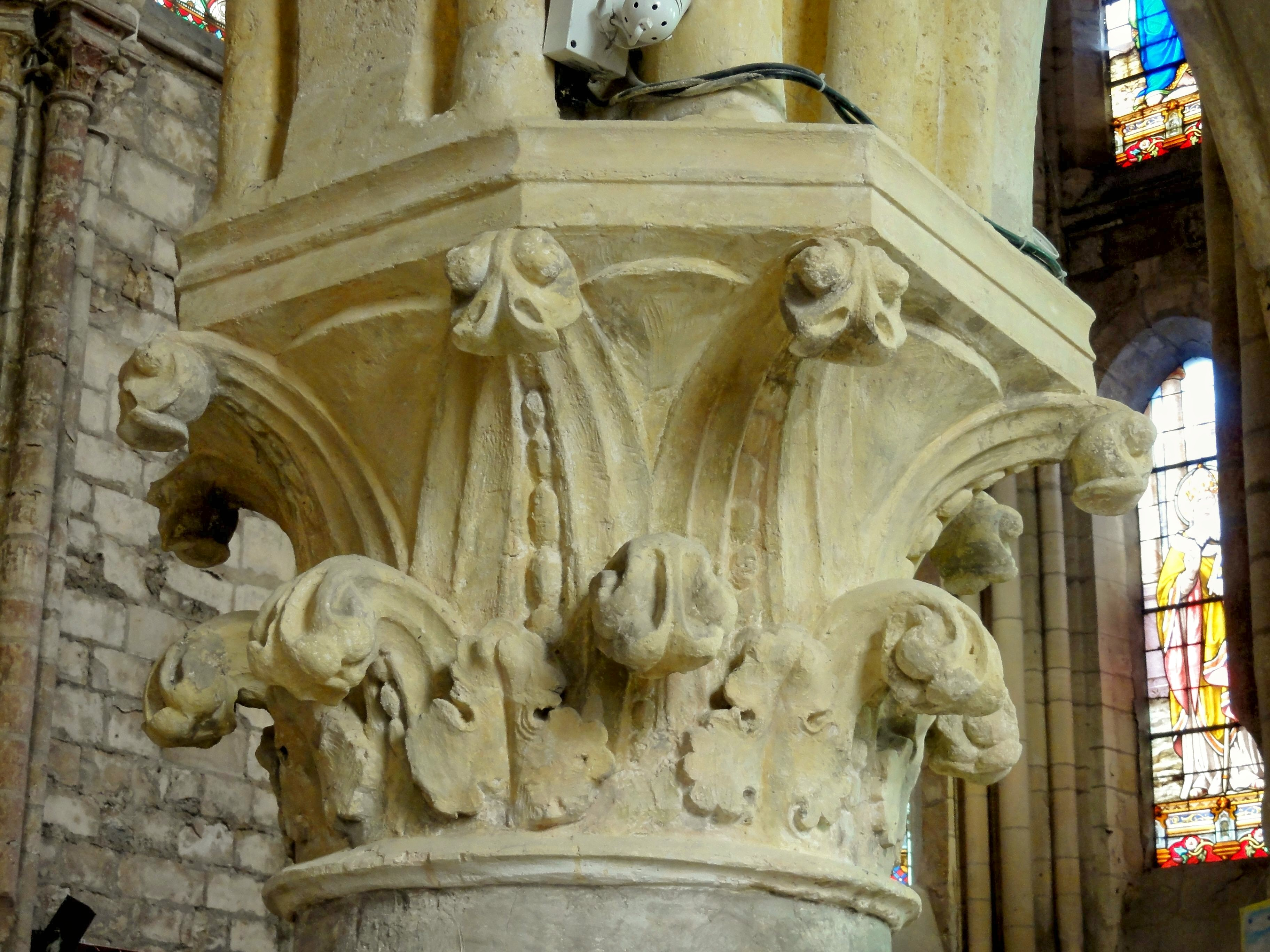
Bas-côté sud, chapiteau du 5e pilier.
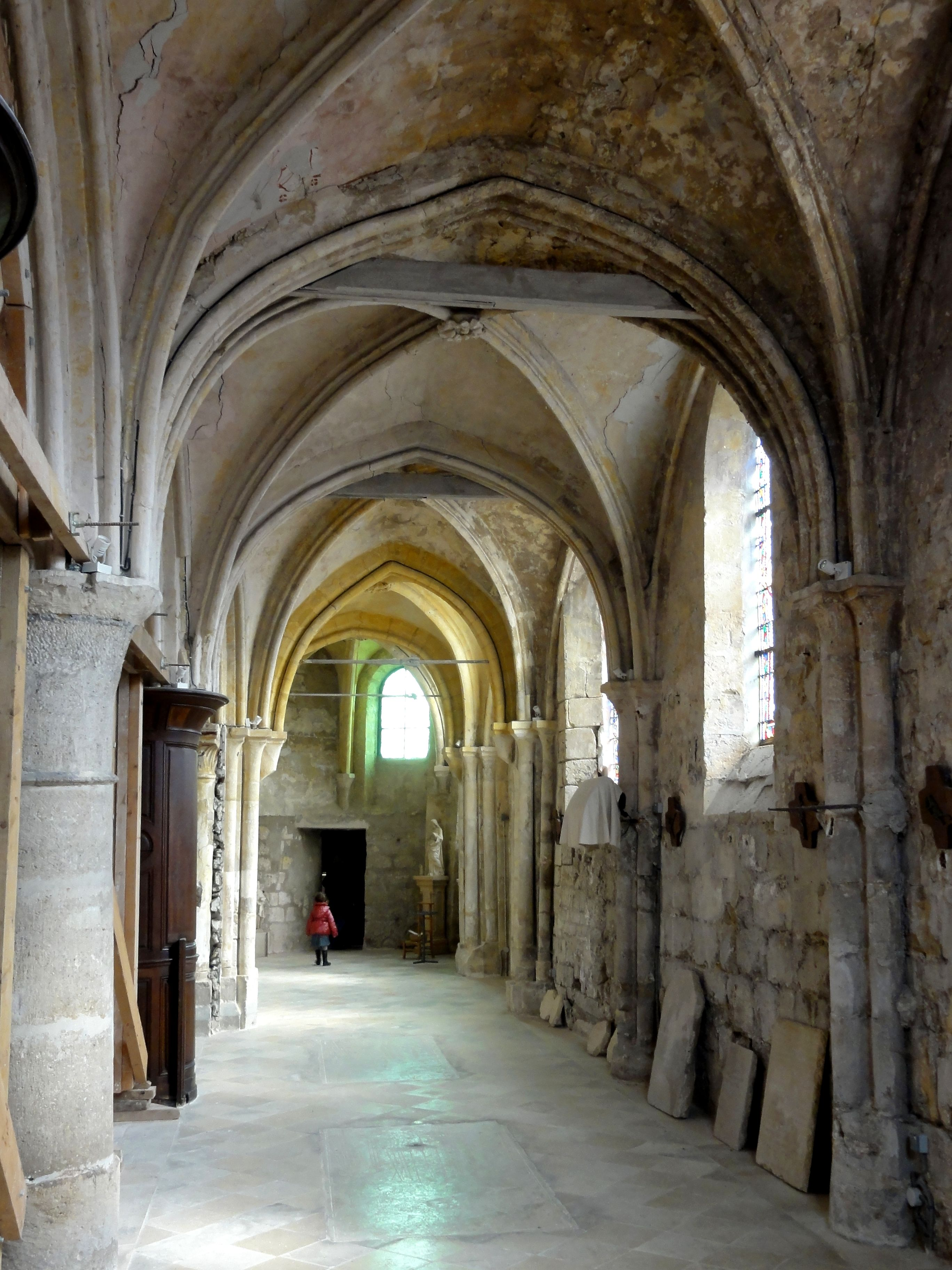
Bas-côté sud, vue vers l'est.
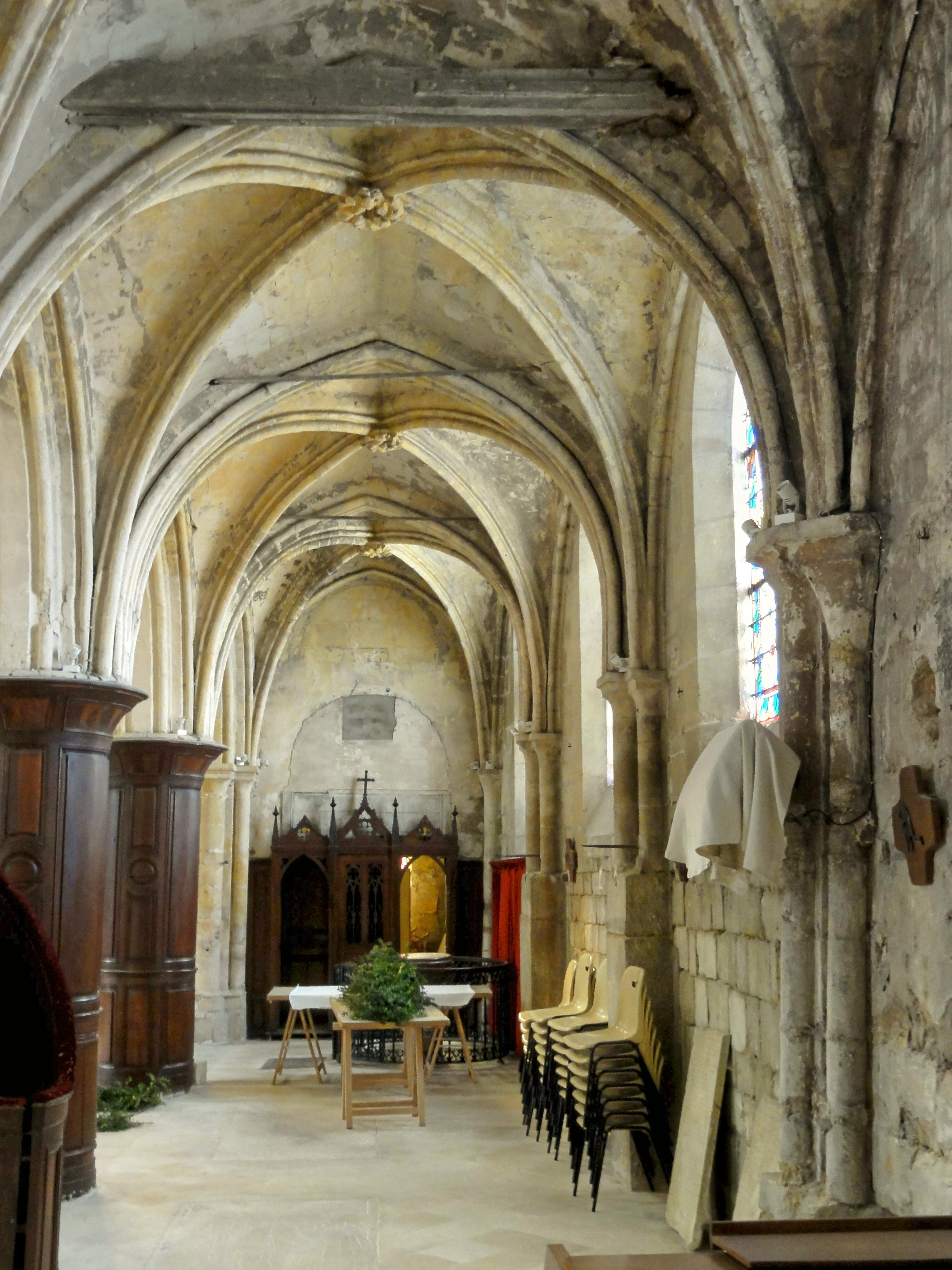
Bas-côté nord, vue vers l'ouest.
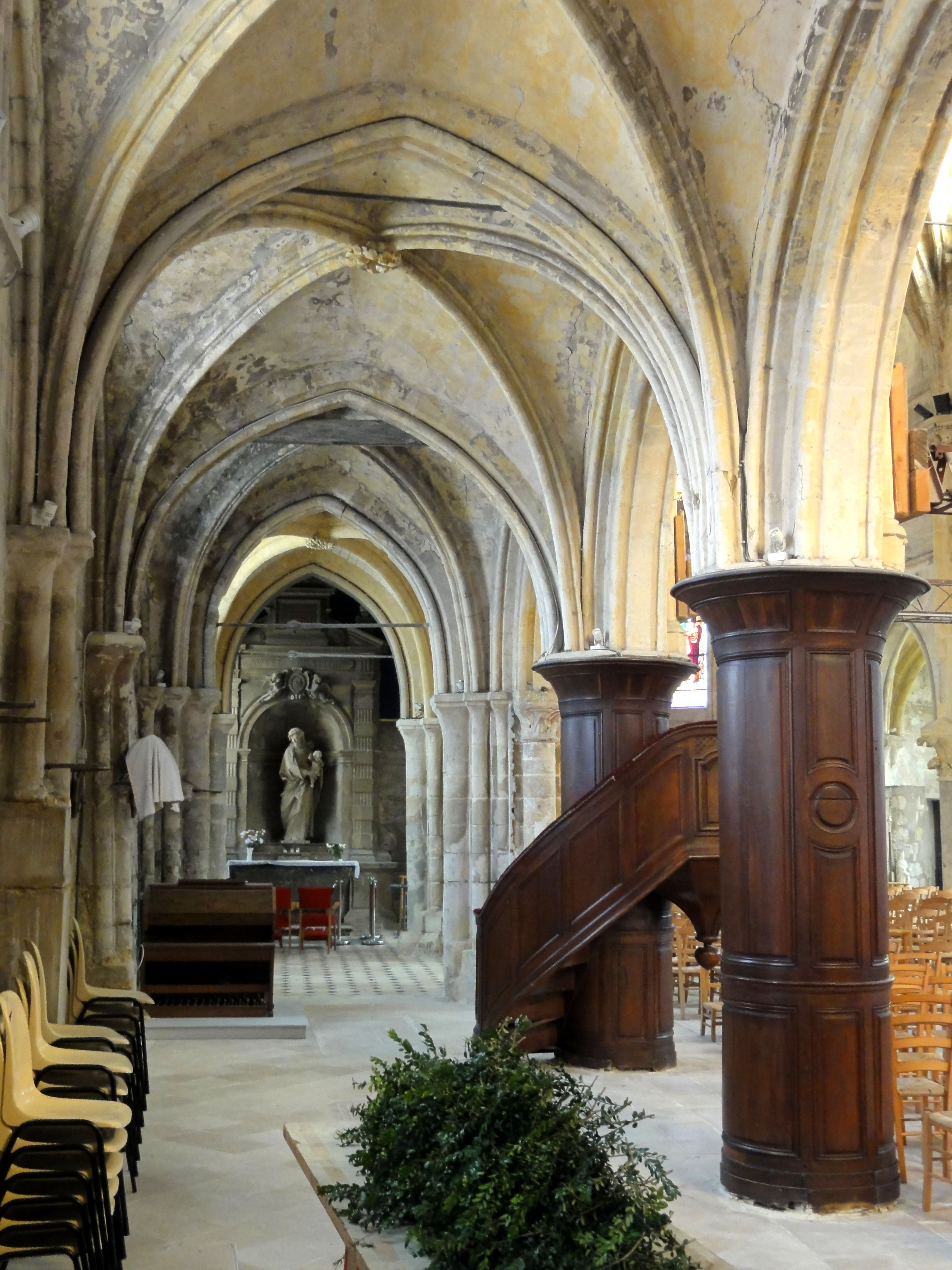
Bas-côté nord, vue vers l'est.
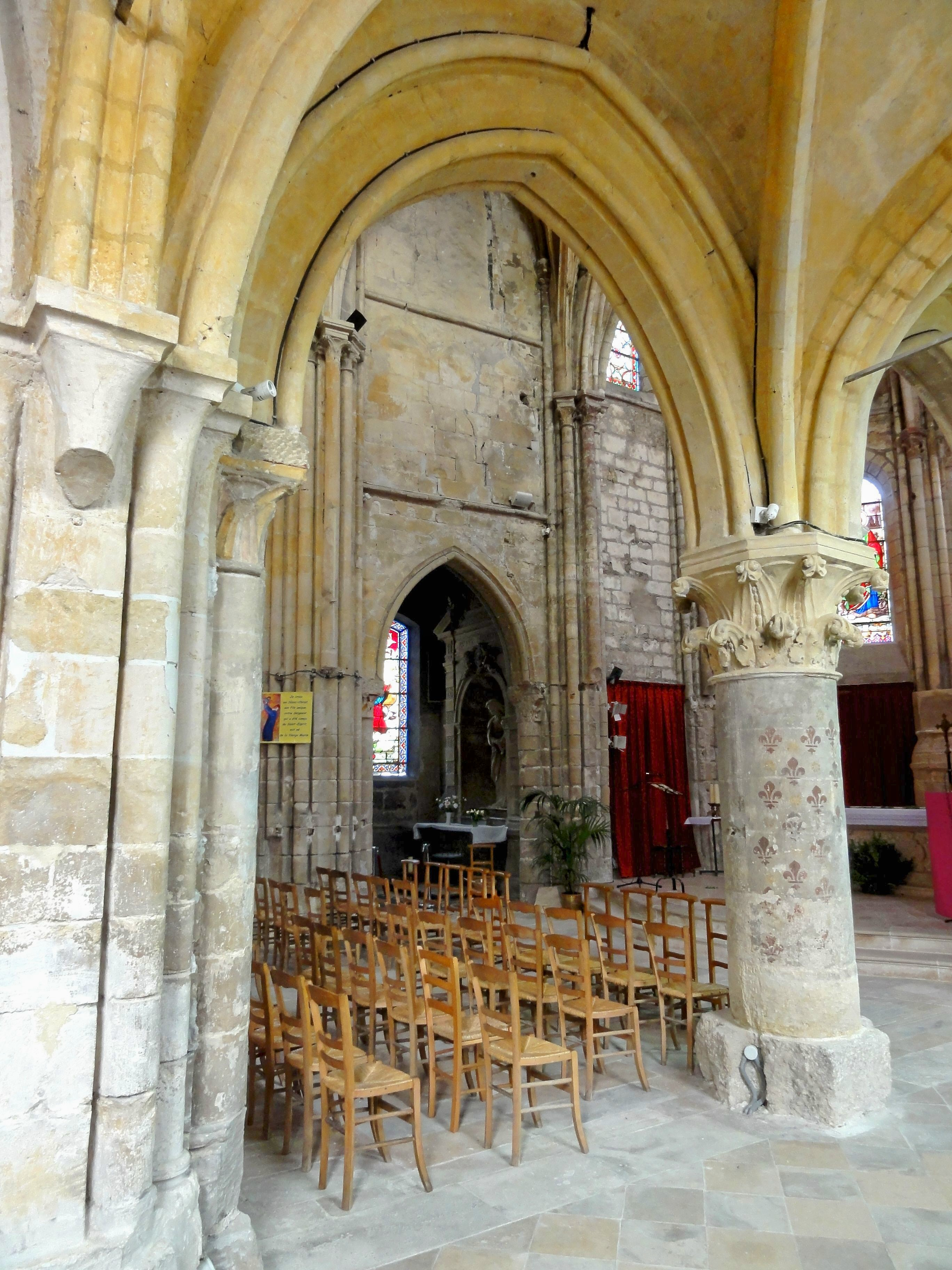
Bas-côté sud, vue par la 5e grande arcade.
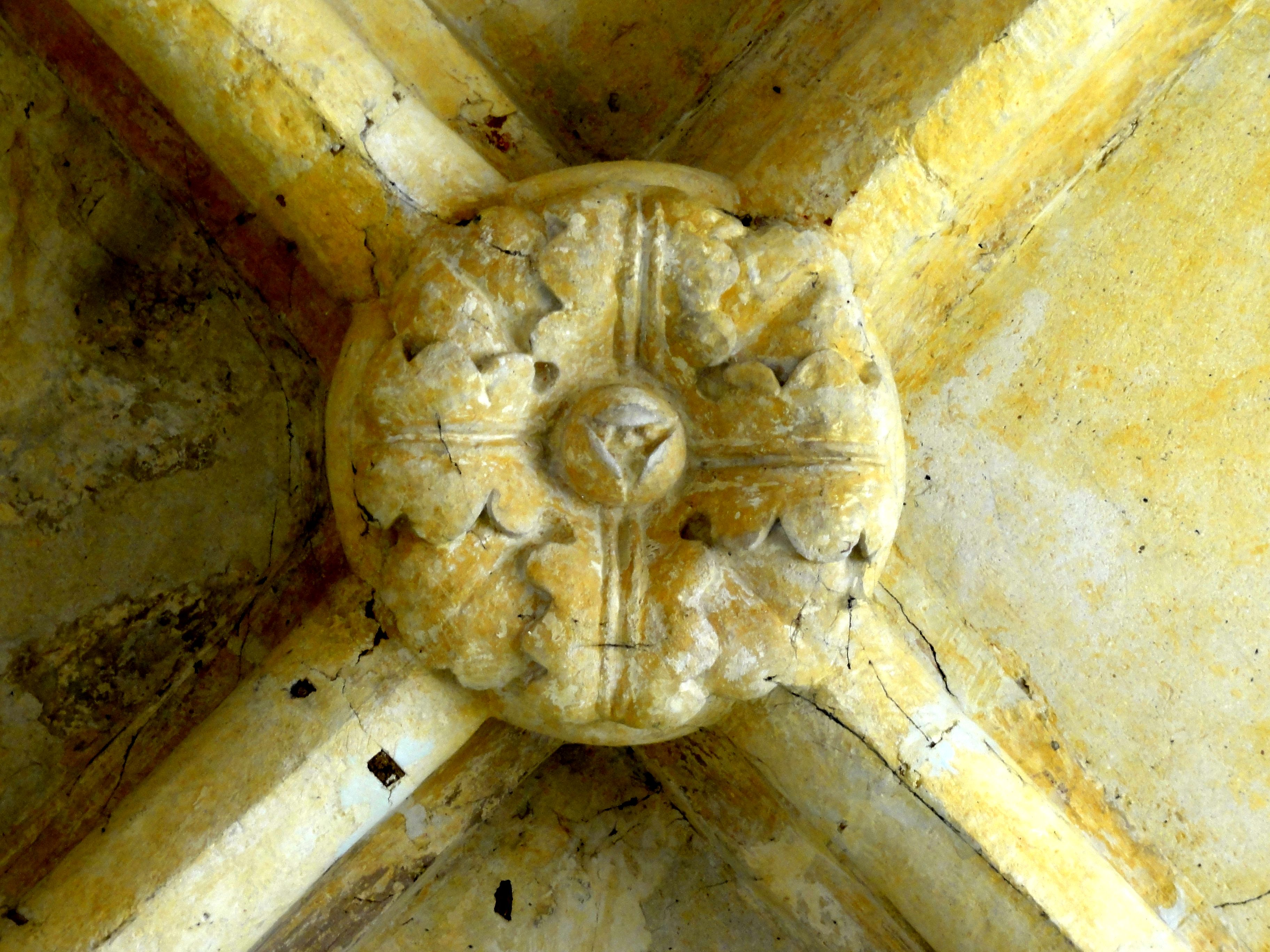
Bas-côté sud, clé de voûte de la 5e travée.

#### Partie droite du chœur

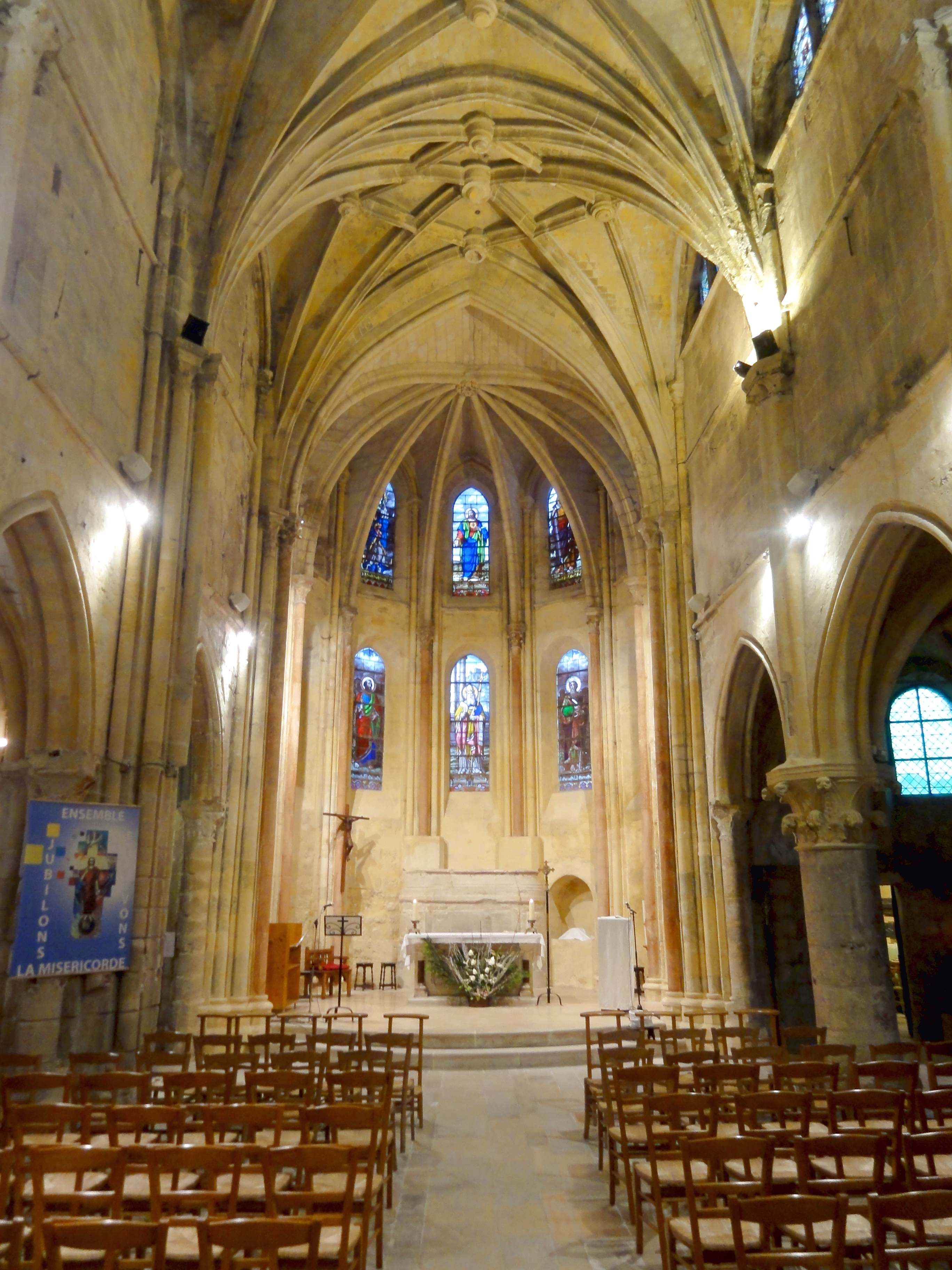
Vue vers l'est.

Les deux travées droites du chœur, plus anciennes que la nef, se différencient de celle-ci par de petites fenêtres hautes triangulaires sans remplage à proprement parler, mais avec deux meneaux verticaux, et par un nombre de supports plus important. Pour l'arc triomphal, le doubleau à l'intersection entre les deux travées du chœur (mais côté nord seulement) ainsi que le doubleau entre la dernière travée droite et l'abside, le principe de l'équivalence entre le nombre de supports et le nombre d'éléments à supporter a été appliqué. Les formerets disposent donc de colonnettes qui leur sont réservées, mais leurs chapiteaux sont situés à un niveau plus élevé que les autres chapiteaux du second ordre, au point où les formerets deviennent verticaux. Le formeret au sud du clocher n'est par ailleurs qu'un simple rang de claveaux non mouluré. Les piliers au nord du chœur ne sont plus monocylindriques, mais cantonnés de deux colonnes et de dix colonnettes engagées. Les grandes arcades disposent ainsi de chapiteaux et demi-colonnes qui leur sont réservés. Il est possible que cette multiplication des supports soit motivé par la nécessité de renforcer les structures autour du clocher. Au sud, la retombée du doubleau l'intersection entre les deux travées du chœur fait effectivement exception : ici, une disposition similaire à celle dans la nef a été retenue, avec donc trois colonnettes au lieu de cinq, et un pilier monocylindrique appareillée en tambour, dont le gros chapiteau est le dernier de son genre conservé en parfait état dans l'église Saint-Étienne : tous les autres ont été mutilés à la fin du XVIIIe siècle. On peut voir au sud du chœur une alternance entre « temps forts » et « temps faibles » indiquant le projet de construire une voûte sexpartite. Mais au nord, les supports ne concordent pas avec ce type de voûtement,,.
Lors du revoûtement à la période flamboyante, l'architecte a eu une main moins heureuse. Au nord, il a laissé sans emploi les colonnettes correspondant aux ogives, qui se fondent désormais dans les doubleaux. Il a toutefois rempli le vide laissé par les ogives par des ondulations, conformément à l'esthétique des piliers ondulés. Au sud, les colonnettes entre les deux travées droites du chœur ainsi que supports au-dessus des chapiteaux de l'arc triomphal ont été remplacés un peu maladroitement par des ondulations. Le doubleau à l'entrée de l'abside a heureusement été conservé. Le dessin des voûtes du chœur est certes plus élaboré que dans la nef, mais les clés de voûte ne sont pas décorés, ou ont été cassées. La première travée du chœur montre un dessin où les liernes ont été remplacés par deux courbes, de sorte que quatre pétales semblent relier la clé de voûte centrale aux triangles formés par les tiercerons. La seconde travée présente le dessin dit en étoile à losange central, comme toutes les voûtes de la nef de l'église Saint-Didier de Villiers-le-Bel. — Le faux triforium ne subsiste plus dans le chœur. Ses arcades ont été bouchées à une date inconnue, et leurs vestiges sont encore bien visibles à l'intérieur du clocher. En regardant attentivement les murs hauts du chœur, l'on devine toujours les contours des baies sous l'enduit. La baie haute au nord de la dernière travée du chœur a été supprimée lors de la réfection du comble de la chapelle située en dessous, au XVIIIe siècle. La cinquième travée ne dispose pas non plus de baie haute côté nord, ce qui s'explique par la présence du clocher. Ainsi, l'esthétique de cette partie du chœur est très en dessous du niveau de la nef,.

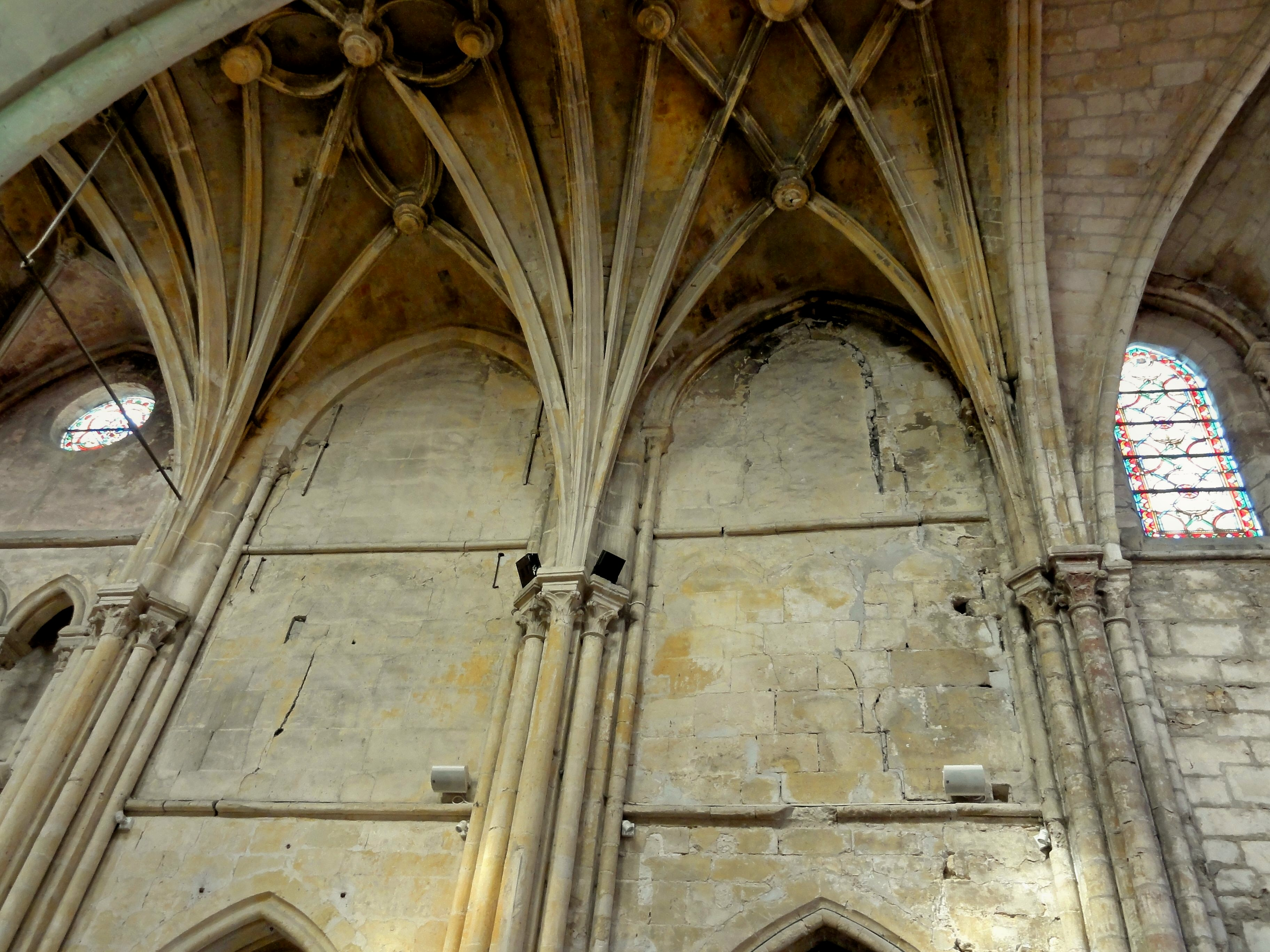
Parties hautes, côté nord.
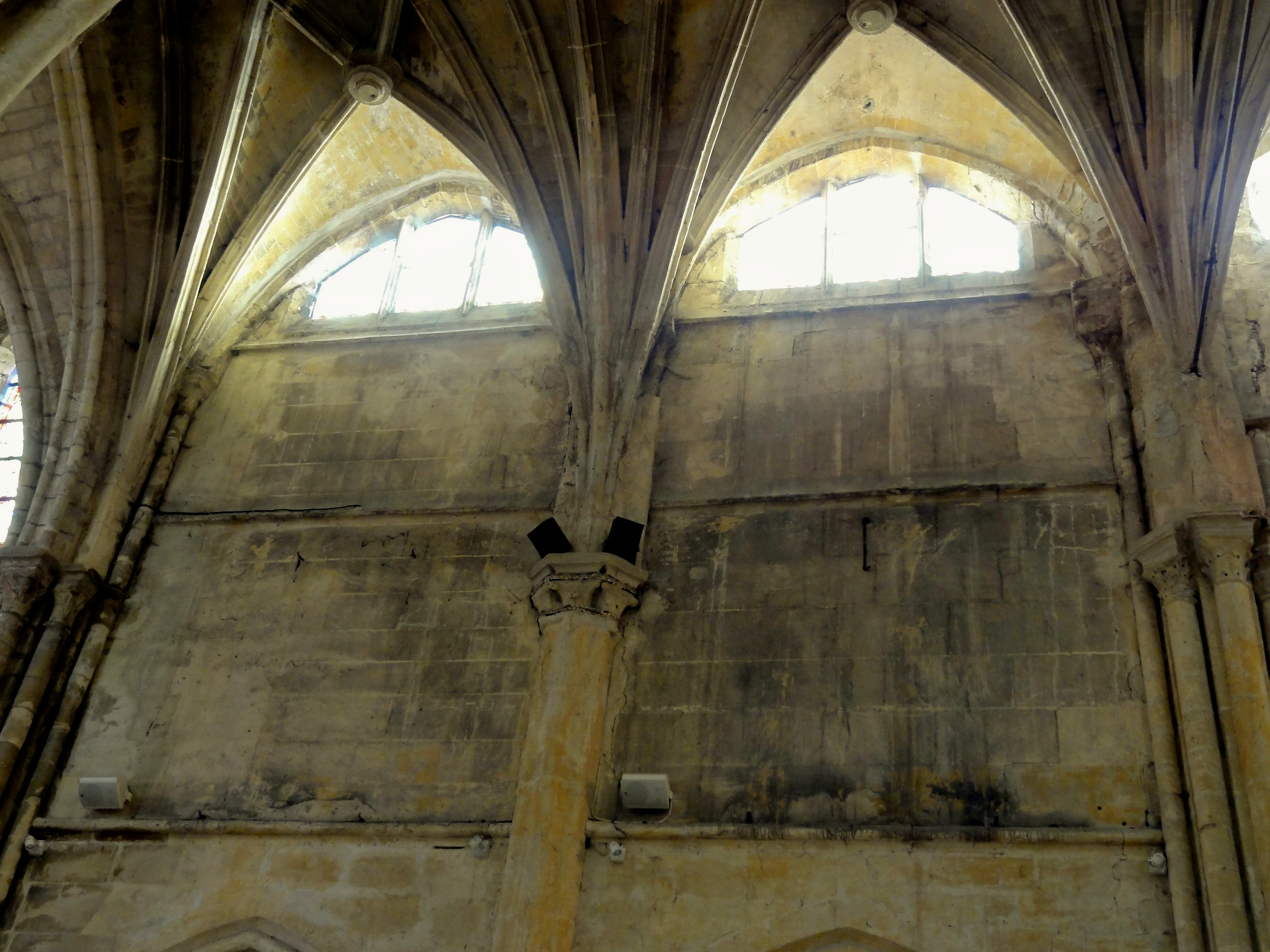
Parties hautes, côté sud.
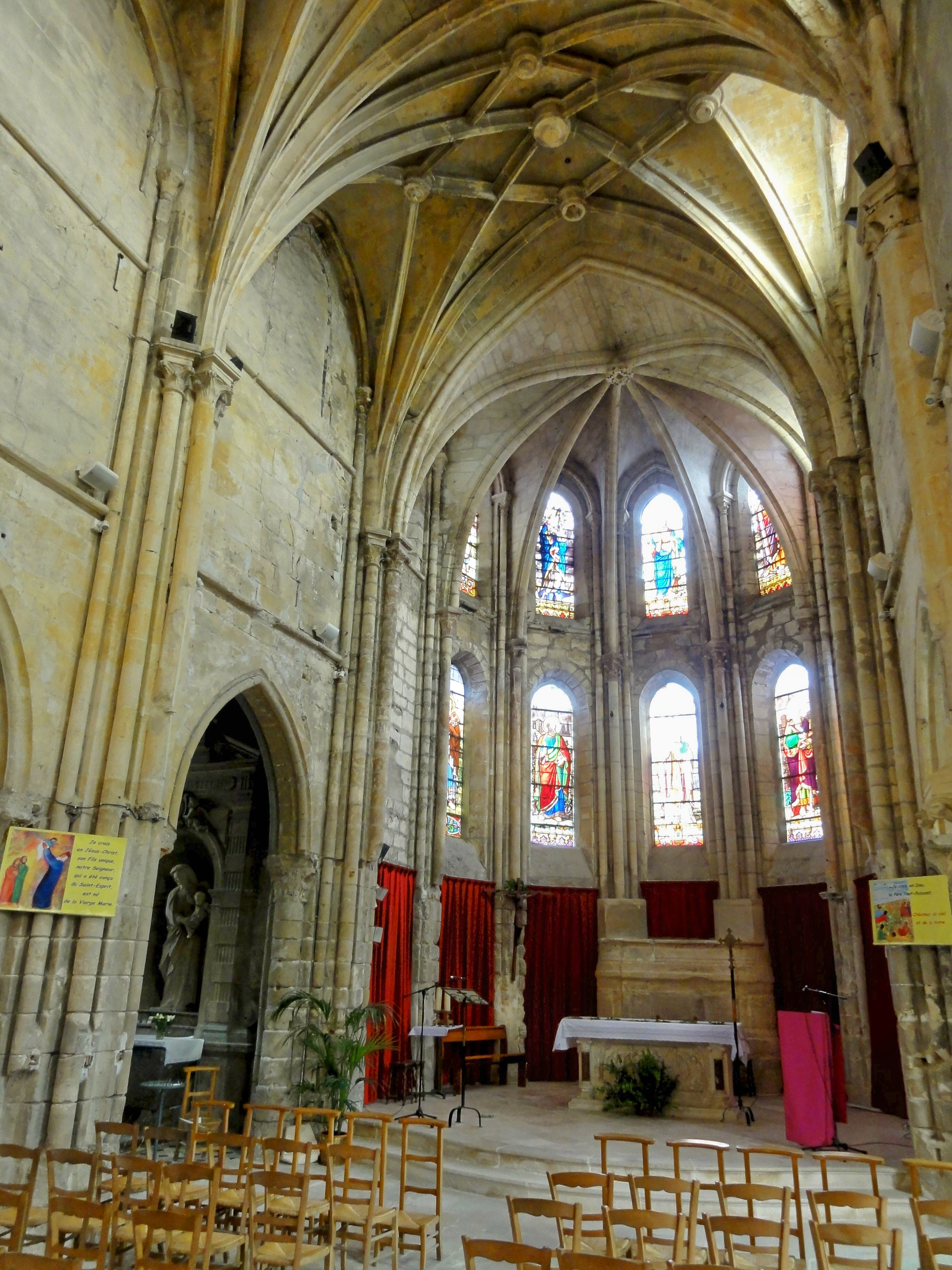
Vue vers le nord-est.
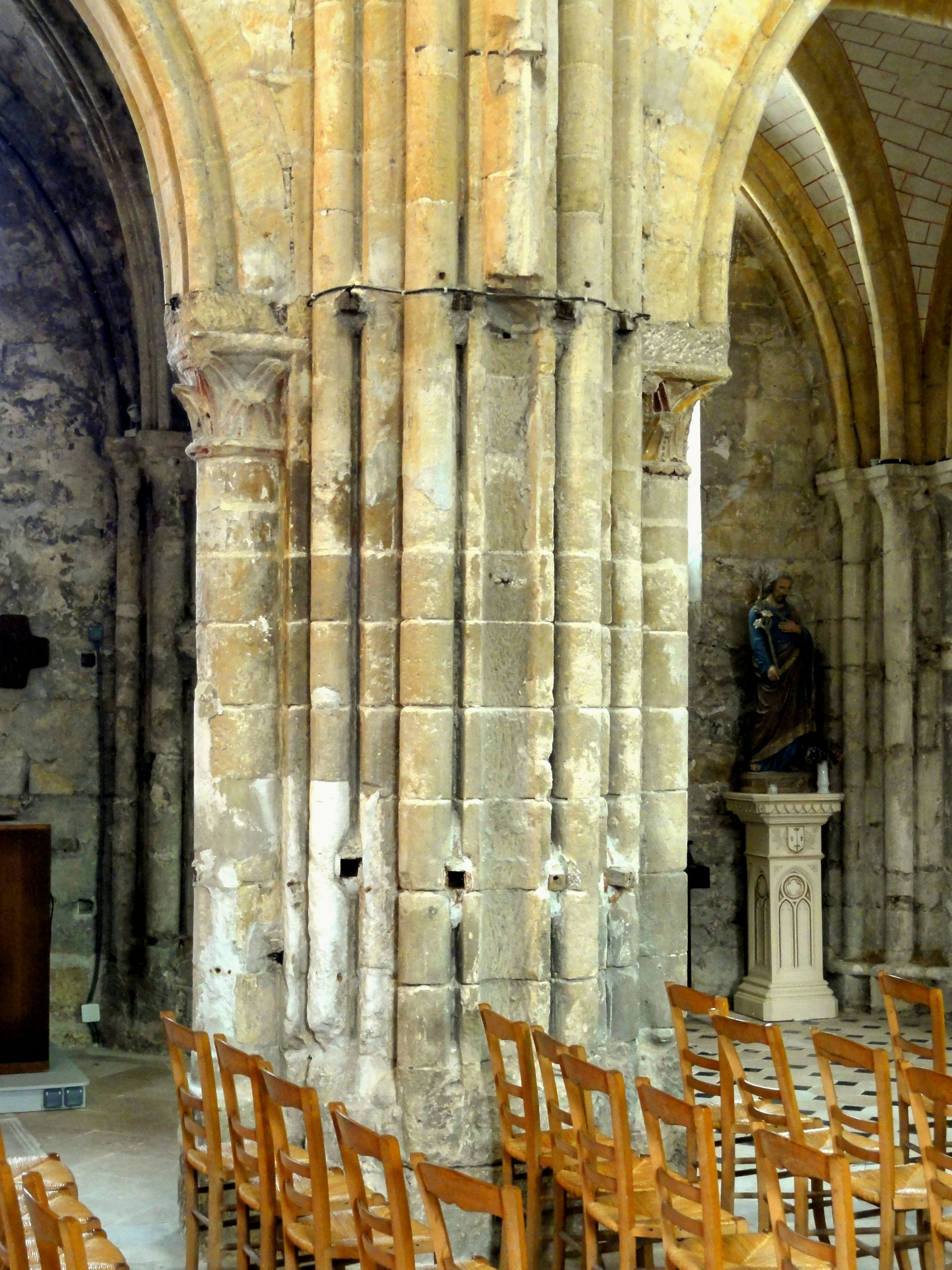
Retombée de l'arc triomphal.
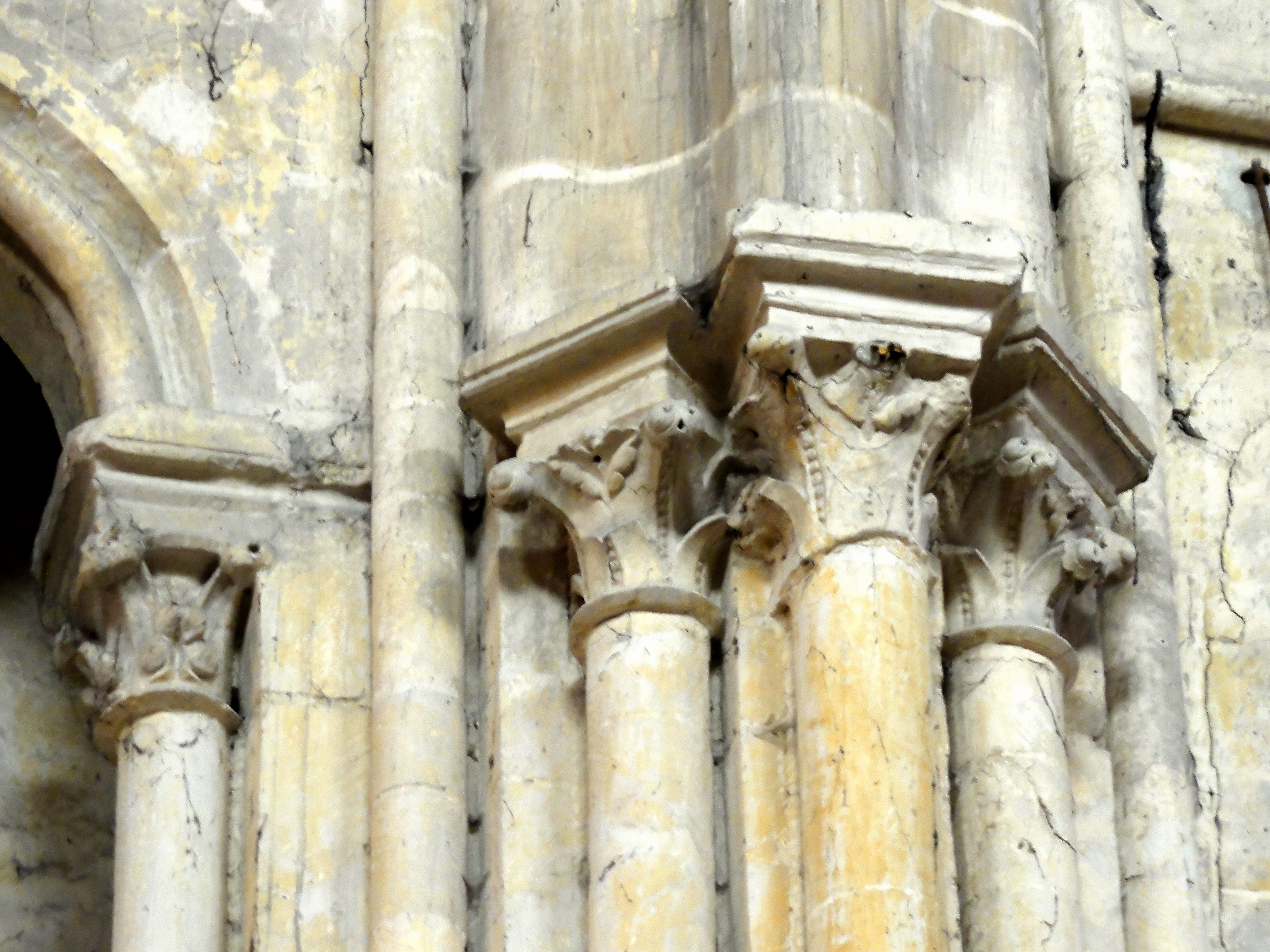
Chapiteaux du 2e ordre, côté nord.
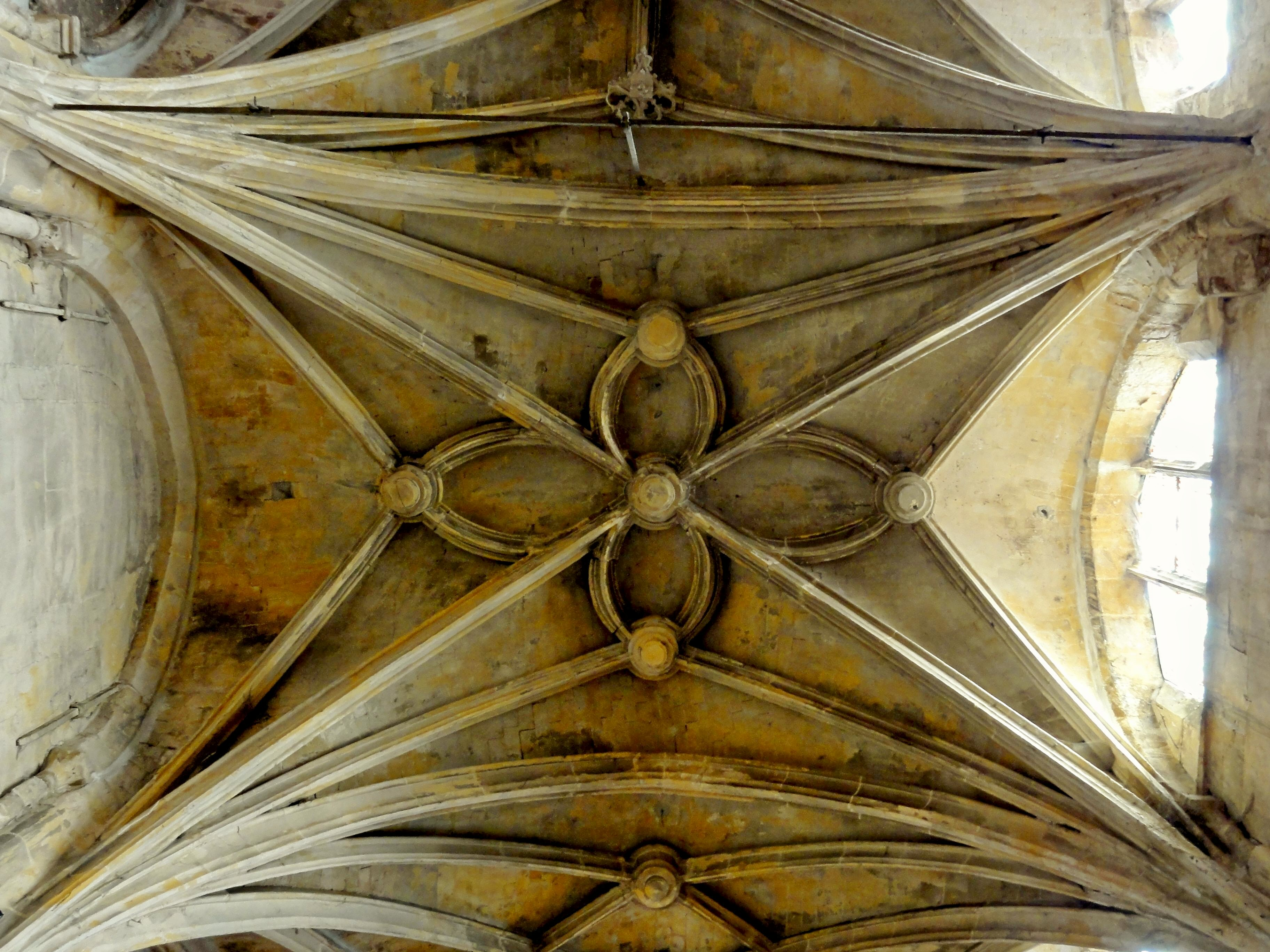
Voûte de la 1re travée.

#### Abside et chapelles

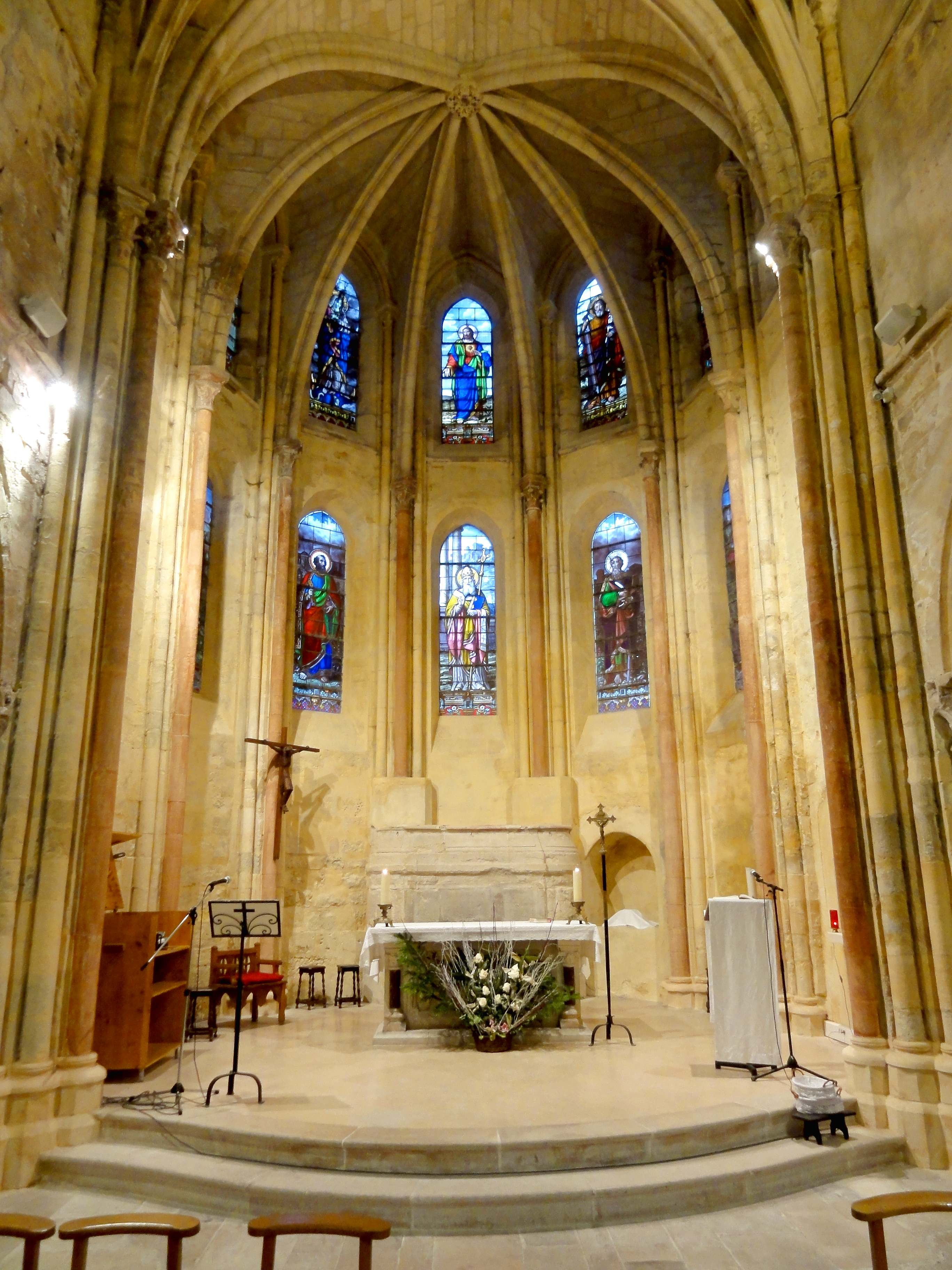
Abside, vue vers l'est.

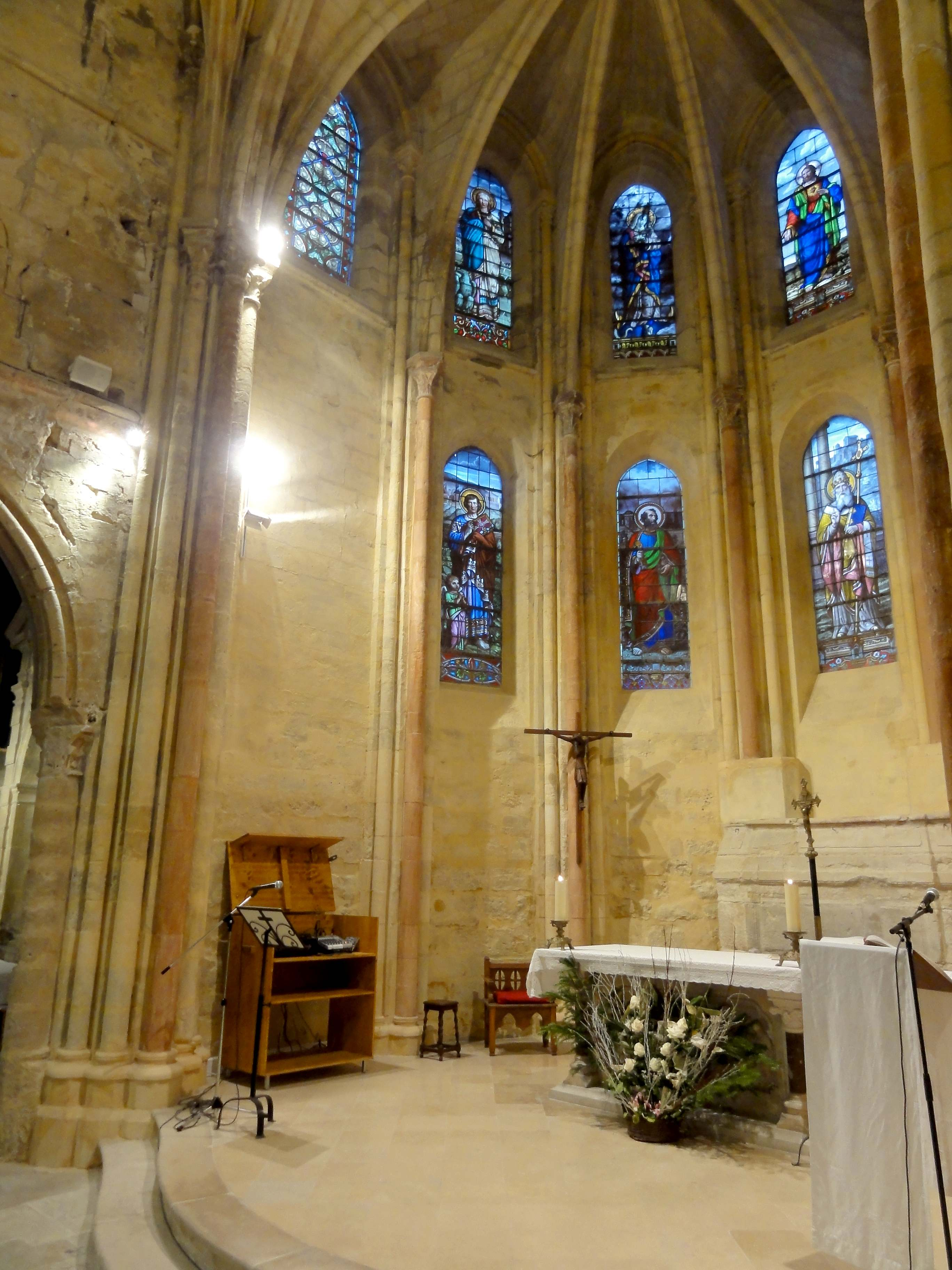
Vue vers le nord-est.

L'abside est de proportions harmonieuses, et sa forme particulière en hémicycle avec deux niveaux de fenêtres répond à l'importance du sanctuaire comme partie la plus essentielle de l'église. Ce n'est pas pour autant que l'architecte aurait prévu une ornementation abondante, bien au contraire : elle se résume aux structures fonctionnelles, dont l'agencement obéit bien entendu aux exigences esthétiques. Les fenêtres ne sont donc pas entourées de moulures, pas plus qu'à l'extérieur. La voûte du XIIIe siècle, dont les huit branches d'ogives rayonnent autour d'une clé de voûte centrale, joue un rôle prépondérant dans la structuration de l'abside. Les fenêtres hautes s'inscrivent entièrement sous les lunettes de la voûte, ce qui illustre qu'il aurait été possible d'accorder des fenêtres plus grandes à la nef. L'enveloppement des fenêtres par les voûtains est d'un bel effet, et du fait de la forme aigüe des formerets, ils agissent comme des abat-jour entre les baies. Les arcs des fenêtres supérieures suivent exactement la ligne des formerets, qui ont leurs chapiteaux au niveau des impostes des fenêtres, ce qui leur fait comme une archivolte. Une moulure torique se situe en dessous du seuil des fenêtres. Les chapiteaux au tailloir à bec des colonnettes médianes correspondant aux ogives se situent encore un peu plus bas. Les baies inférieures s'ouvrent ainsi entre des faisceaux de trois colonnettes. Les fenêtres hautes ont perdu leur remplage lors de la pose des nouveaux vitraux vers 1880. En 1774, en même temps que les piliers des grandes arcades, la partie inférieure des murs a été habillée de boiseries par un charpentier de Marly. Elles viennent d'être retirées, et les supports ainsi que les soubassements des fenêtres ont révélé leur état de dégradation. Sans que l'on s'y attendait, un genre d'autel en pierre a été mis au jour au milieu du chevet,.
À l'instar de la voûte de l'abside, les voûtes de la travée sous clocher et du bas-côté sud subsistent de la fin du XIIe siècle. Le profil en amande des ogives est caractéristique des premières voûtes d'ogives de la région, mais a encore longtemps été employé, avec bien sûr de légères évolutions de la modénature. Grâce à son plan particulier avec ses deux murs extérieurs décrivant un hémicycle, la chapelle de la dernière travée du bas-côté sud est particulièrement séduisante. C'est un parti exceptionnel en Île-de-France, mais plus fréquente en Champagne : Braine, Saint-Maurice d'Épinal, Ferrières-en-Brie, Lagny-sur-Marne, Saint-Gengoult de Toul, Villeneuve-le-Comte, et autrefois Saint-Nicaise de Reims. Il paraît que Marly-la-Ville soit l'exemple le plus occidental. L'architecture se résume en fait à peu de choses ; elle n'est pas sans rappeler une chapelle castrale aménagée dans une tour circulaire d'un château médiéval. Les six branches d'ogives rayonnent autour d'une clé centrale, et retombent sur des culots, sauf près du doubleau vers la travée adjacente du bas-côté, où une colonnette unique a été prévue. Le fait qu'elle ne soit pas réunie aux faisceau de colonnettes de l'arcade souligne le caractère de la dernière travée du bas-côté comme chapelle indépendante. Trois fenêtres s'inscrivent dans les lunettes de la voûte, dont celle le plus à l'est a été diminuée pour laisser de la place à la porte de la sacristie. Cette baie et la baie voisine sont encore presque en plein cintre. Une piscine liturgique subsiste côté sud. — La chapelle de la dernière travée du bas-côté nord n'est recouverte que d'une simple voûte d'arêtes depuis sa reconstruction au XVIIIe siècle, et sa fenêtre est désormais en anse de panier. Architecturalement, cette chapelle est sans intérêt, mais elle accueille par contre un beau retable en pierre de style classique, dont la niche abrite une Vierge à l'Enfant classée (voir ci-dessous). Tout l'intérieur de la chapelle a été peint en bleu foncé avec des étoiles dorées, ce qui met bien en valeur le teint blond clair du retable,,.

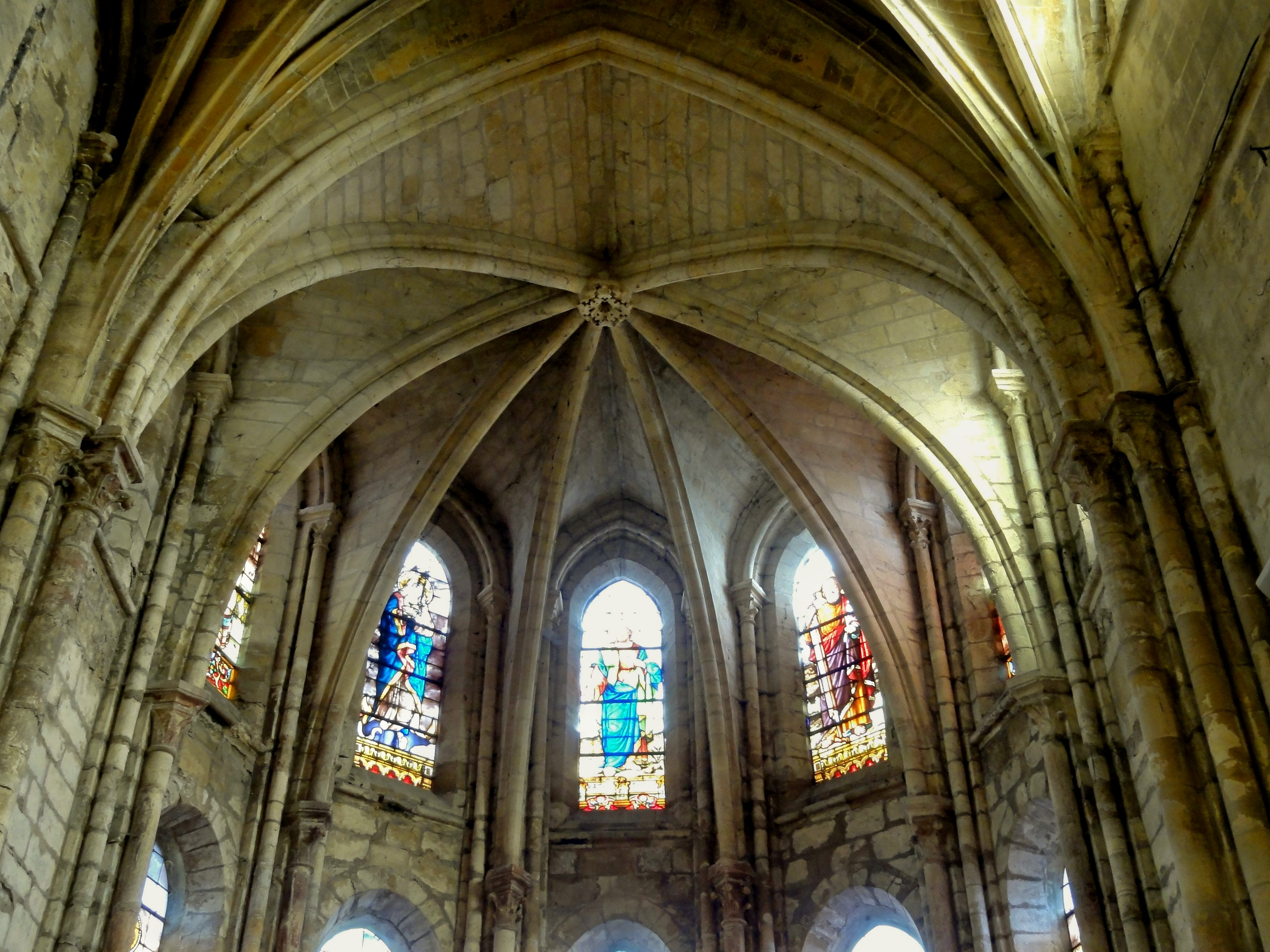
Abside, voûte et baies hautes.
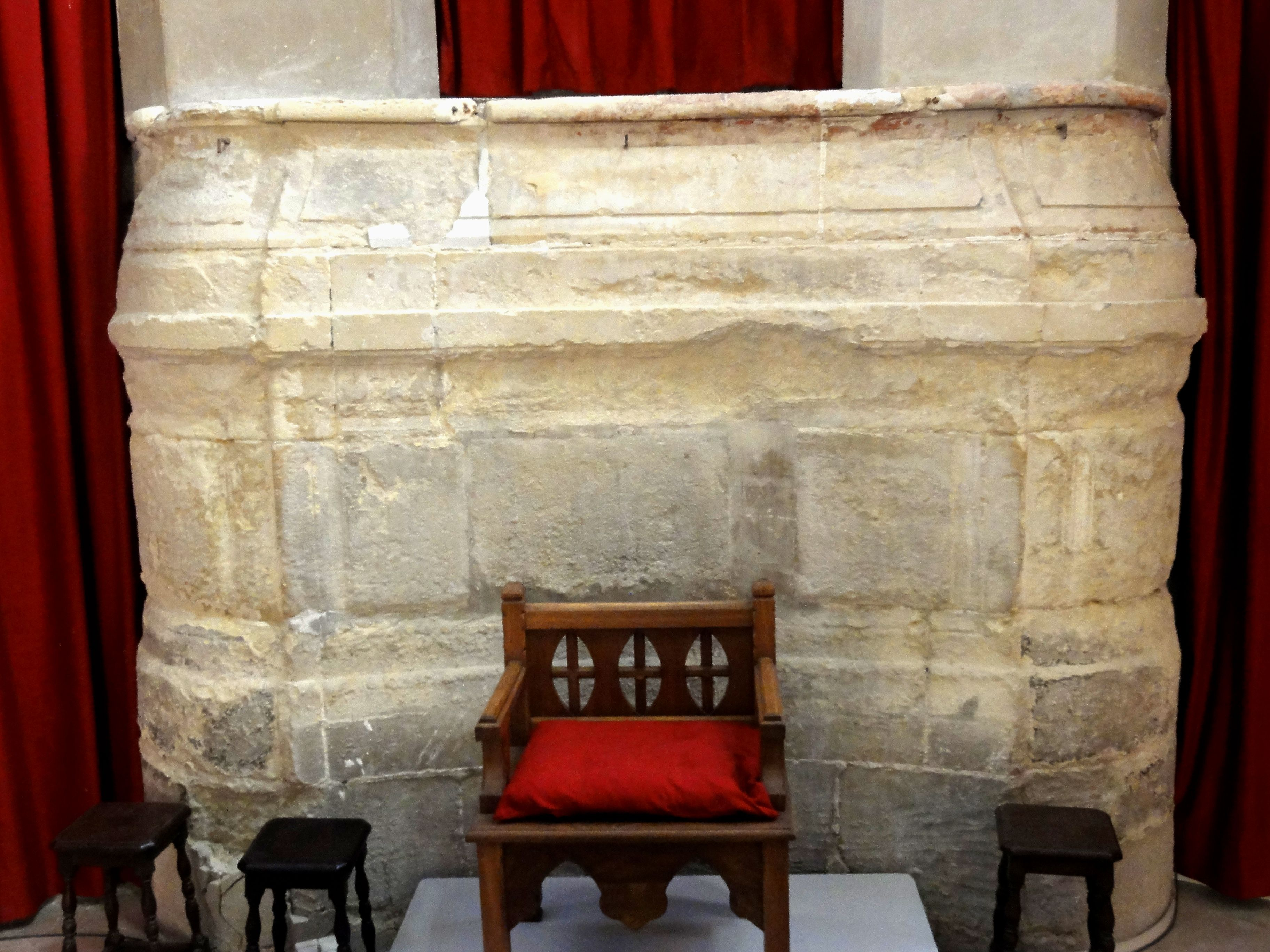
Abside, soubassement en forme d'autel de la baie centrale.
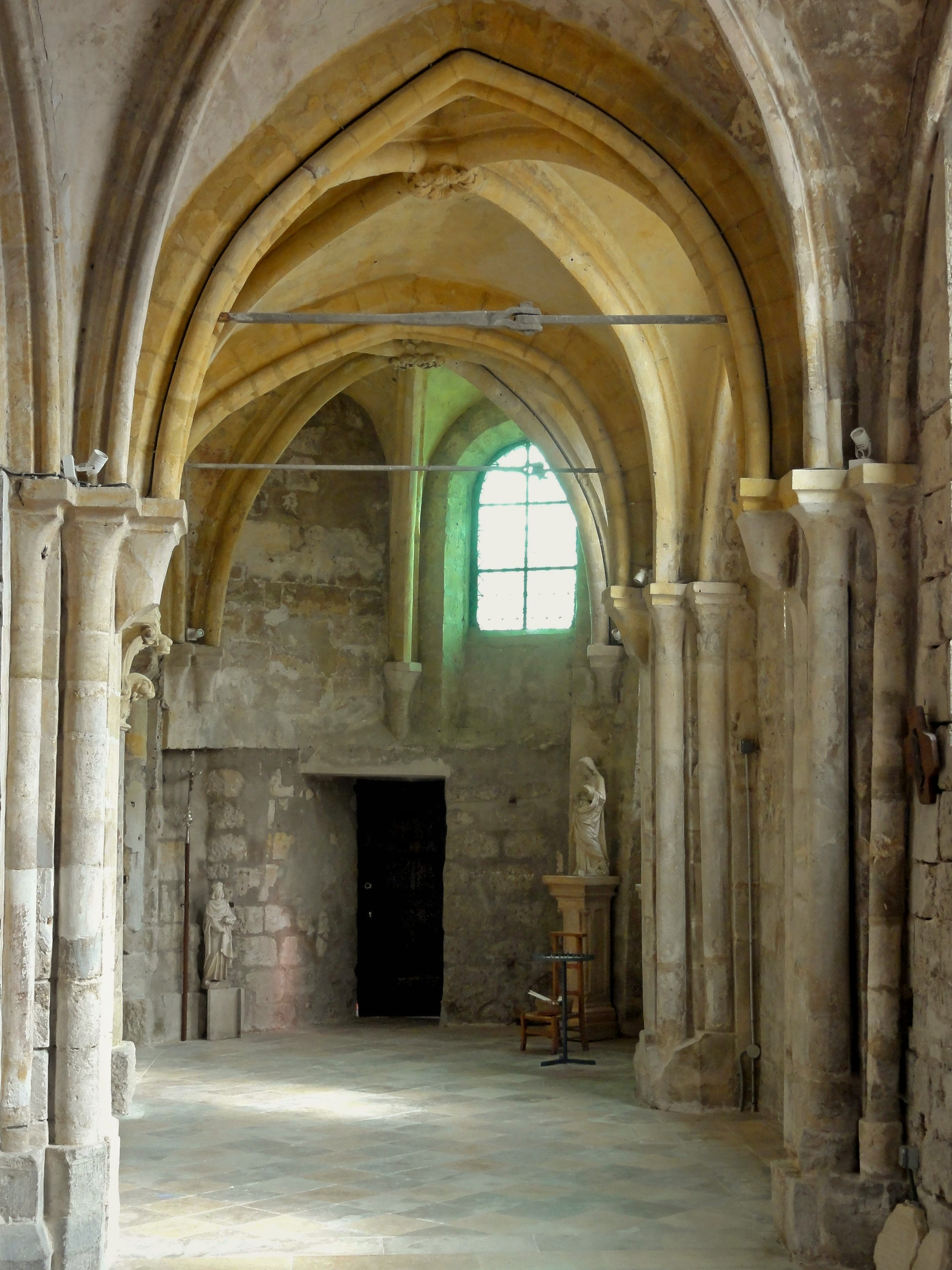
Chapelle sud, vue vers l'est.
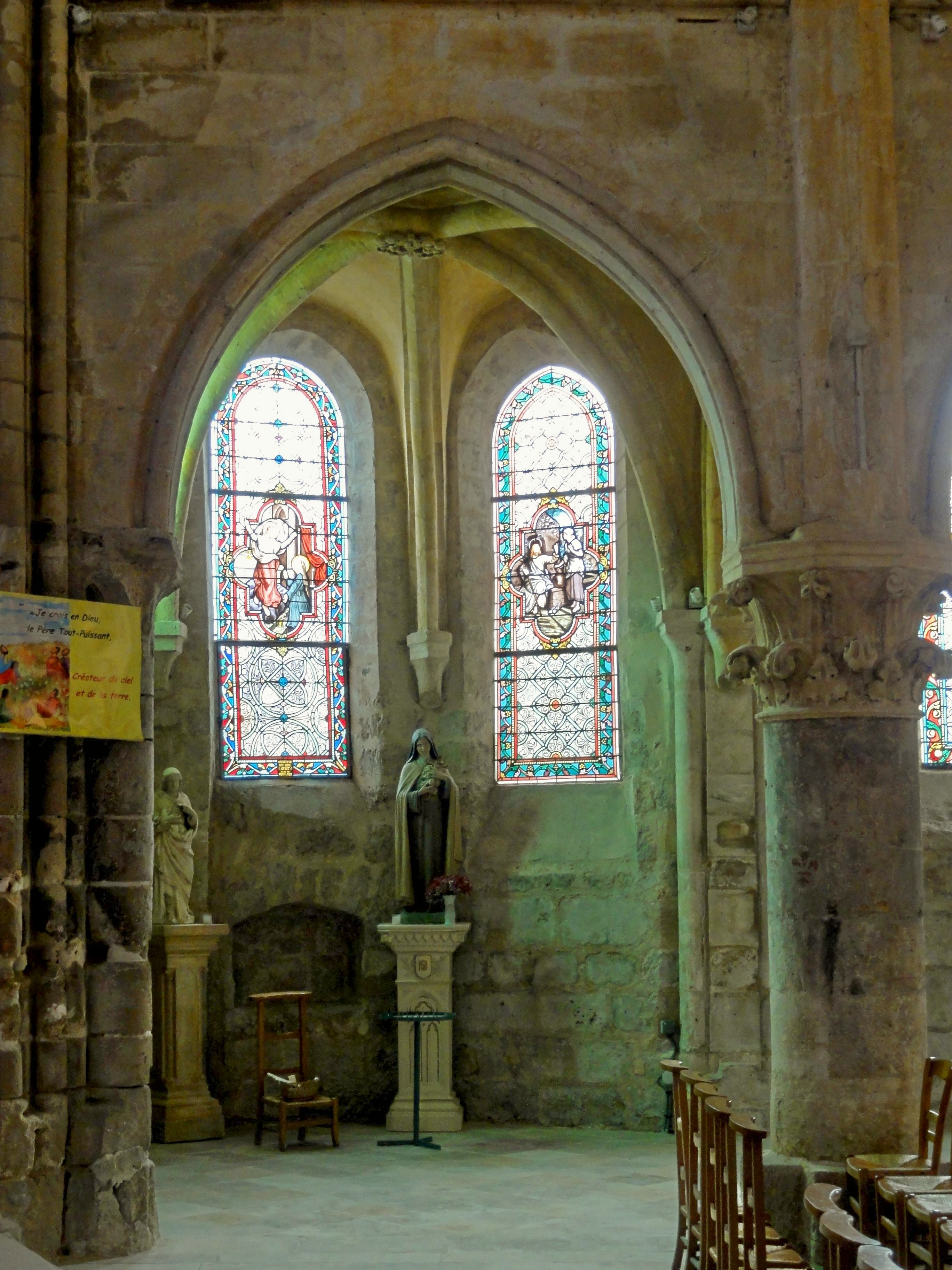
Chapelle sud, vue vers le sud.
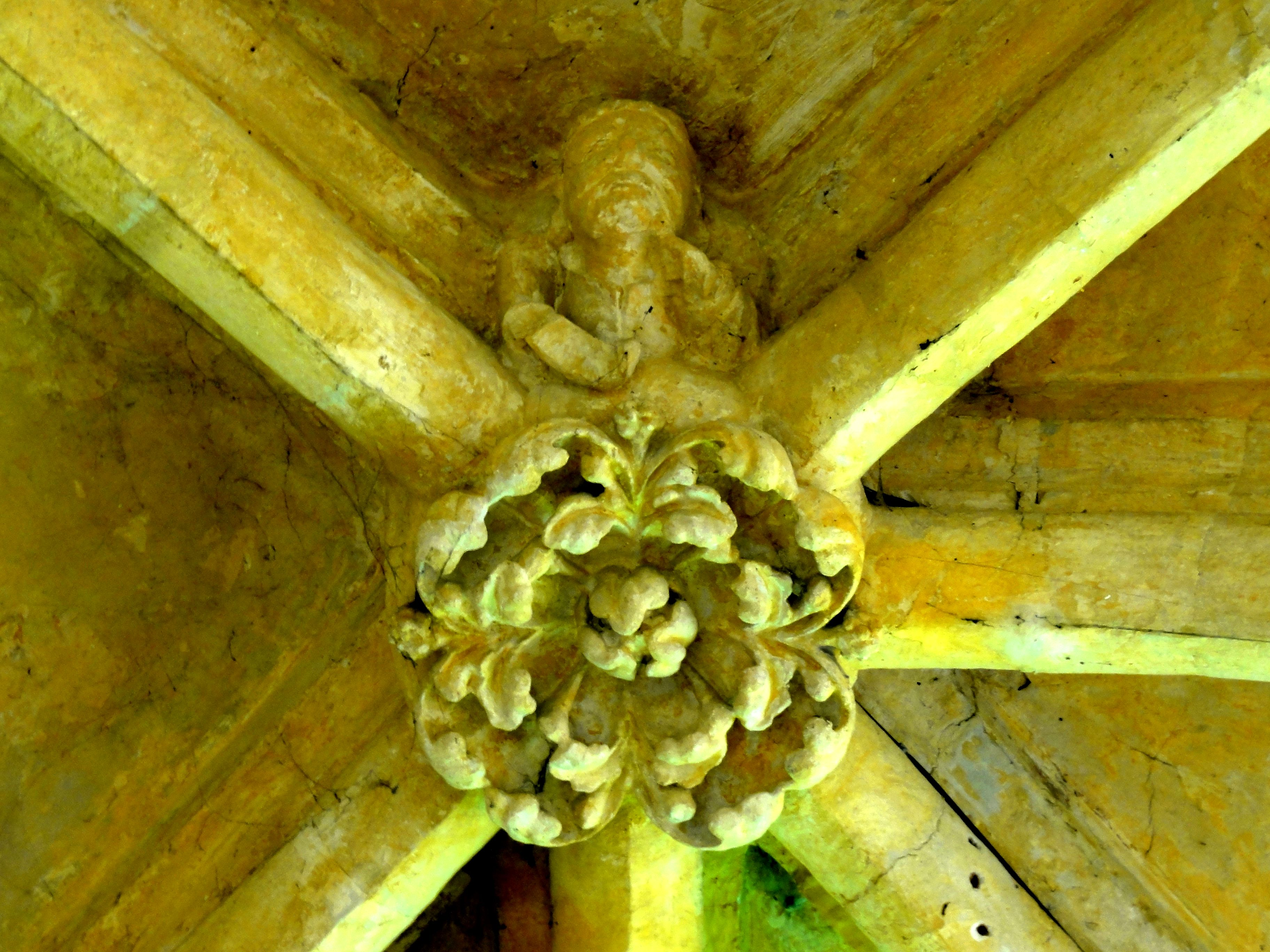
Chapelle sud, clé de voûte.
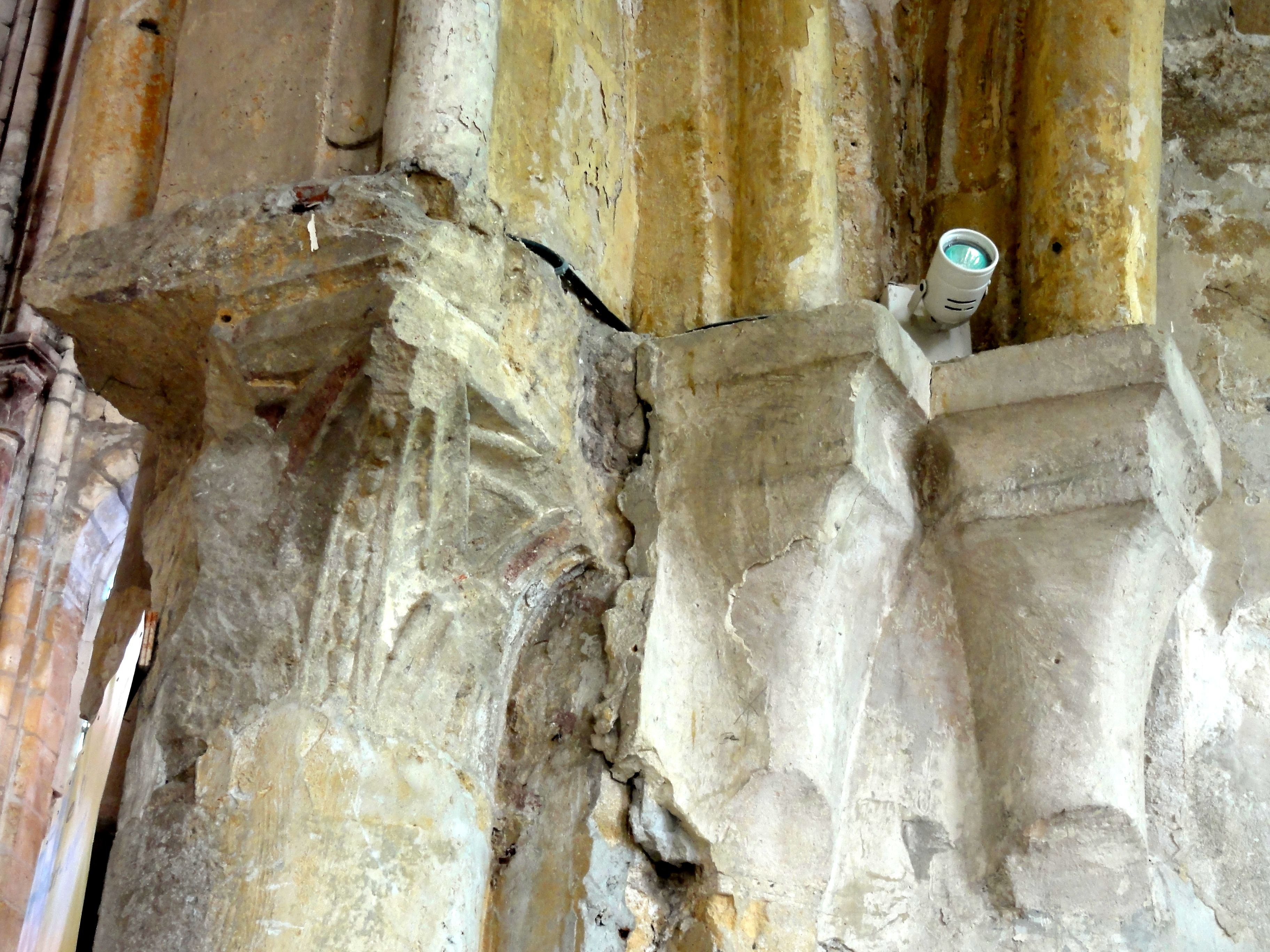
Chapiteaux à la fin des grandes arcades.

## Mobilier

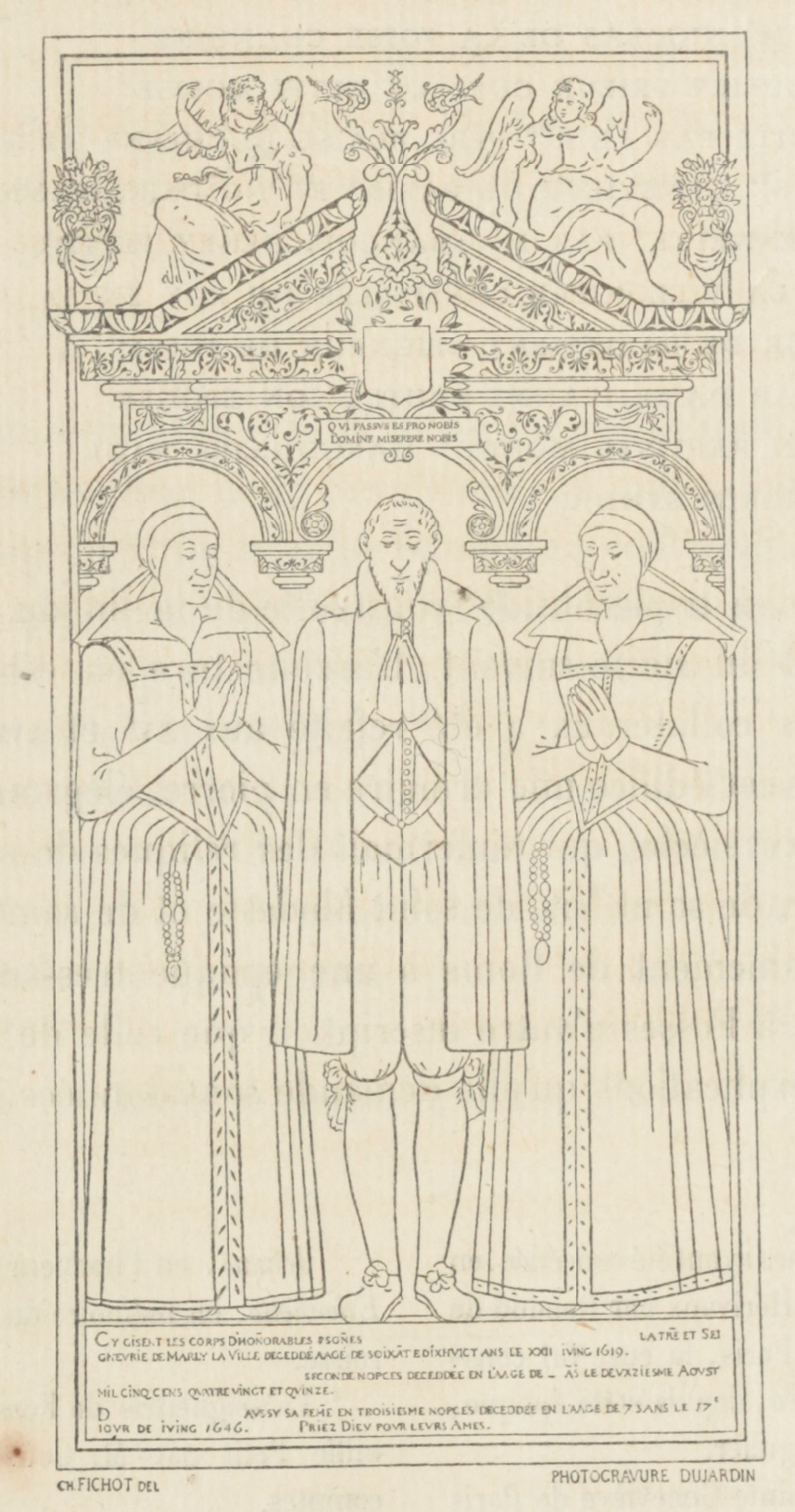
Dalle funéraire d'un seigneur et de ses deux épouses.

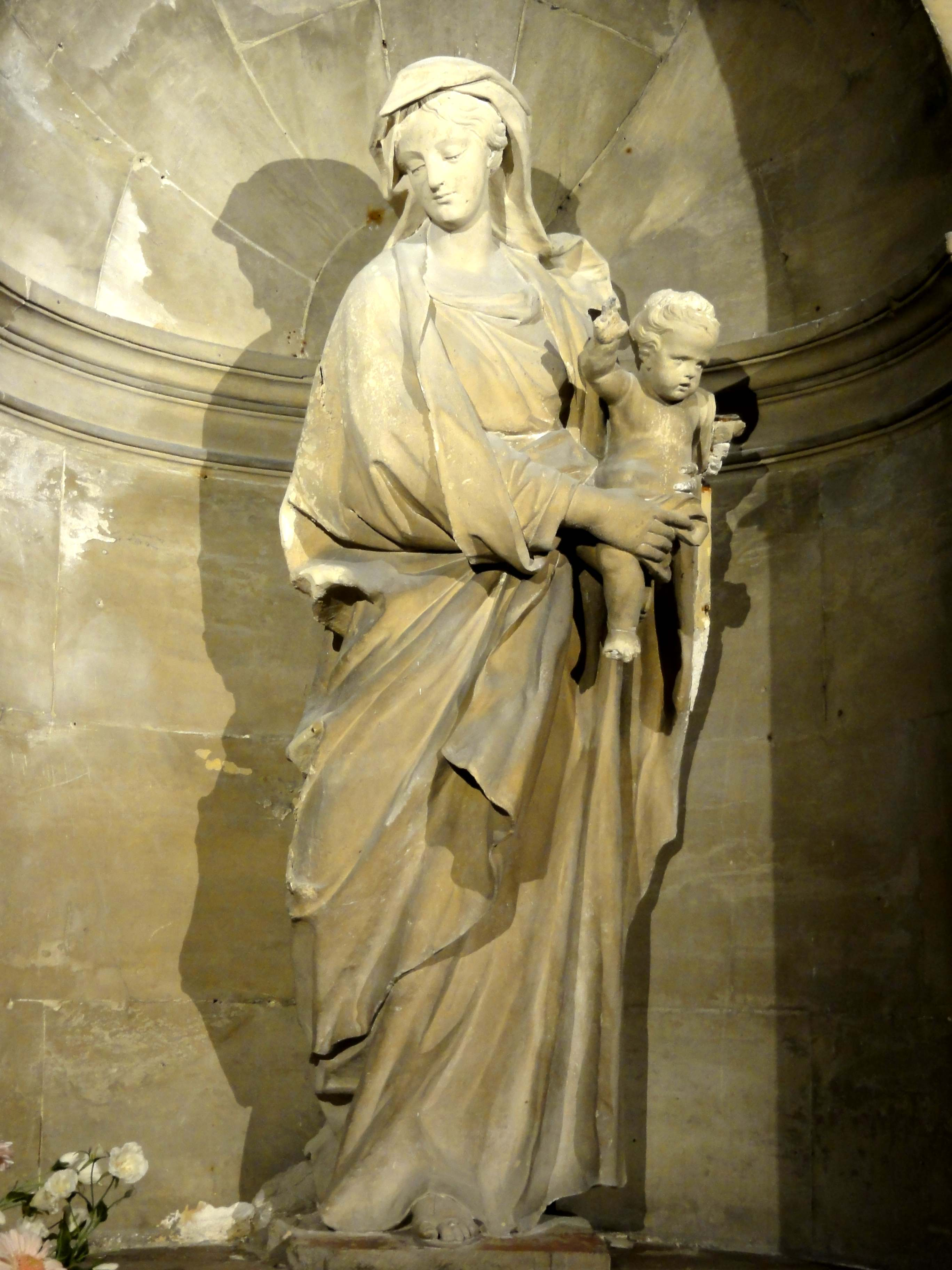
Vierge à l'Enfant.

Parmi le mobilier de l'église, quatre éléments sont classés monument historique au titre objet. Deux parmi eux sont des dalles funéraires. De nombreuses dalles funéraires en pierre de liais de Senlis sont toujours intégrées dans le dallage du sol de la nef et du bas-côté nord, où on peut les voir sous les chaises des fidèles : il n'y a pas de dalles dans l'allée centrale, ni dans le sanctuaire. Les plus anciennes ne sont pas antérieures au XVIe siècle. Le baron Ferdinand de Guilhermy écrit à leur propos : « Les défunts représentés sur ces tombes ne portaient que des noms plébéiens ; la plupart n'avaient exercé d'autre profession que celle de laboureur ; les amis de l'égalité absolue n'en ont pas moins recherché avec le soin le plus minutieux, pour les faire disparaître, des noms et des qualifications qui les offusquaient ».
- La dalle funéraire à trois effigies gravées d'un lieutenant en justice de Marly, de sa femme et de leur fille Louise Guérin, mesure 220 cm de hauteur pour 115 cm de largeur. Son dessin est usé par les pas des fidèles, et son épitaphe a été en grande partie bûché à la Révolution. On peut seulement retenir que le lieutenant vécut soixante-dix ans, et mourut le 17 décembre 1690 ; que l'épouse mourut à l'âge de cinquante-sept ans, le 13 avril 1675 ; et que leur fille atteint l'âge de cinquante-huit ans. Il n'y a pas d'encadrement architecturé. Les trois défunts sont représentés les mains jointes pour la prière, le père au milieu. Le classement de la dalle remonte à décembre 1908[16],[17] (sans illustration).
- La dalle funéraire à trois effigies gravées d'un seigneur et de ses deux épouses successives, mesure 240 cm de hauteur pour 120 cm de largeur. Le décor architecturé fait appel à trois arcades suspendues en plein cintre, qui sont surmontées d'un fronton triangulaire accosté de deux anges assis, et richement décorées de rinceaux et d'arabesques. Les trois personnages sont représentés en pied et de face, les mains rejointes pour la prière. Le mari est mort en 1616, sa première femme en 1595, et sa deuxième femme en 1646. L'inscription, partiellement martelée à la Révolution, est la suivante : « Cy gisent les corps d'honorable personnes … la terre et seigneurie de Marly la ville décédé agé de soixante et dix huit ans le XXII juin 1619 … seconde nopces décédée à l'age de … ans le deuxième d'aoust mil cinq ans quatre vingt quinze D … aussi sa femme en troisièmes nopces décédée en l'age de 73 ans le 17 jour de juing 1646. Priez Dieu pour leurs ames ». Le classement de cette dalle remonte également à décembre 1908[18],[19].
- La statue de la Vierge à l'Enfant, en pierre calcaire, mesure 190 cm de hauteur, et date des alentours de 1720. Elle est abritée dans la niche du retable du chevet de la chapelle de la Vierge Marie, dans la dernière travée du bas-côté nord. Le retable est de style classique, mais il date probablement seulement du début du XIXe siècle, quand la chapelle fut refaite. La clé d'arc arbore un cartouche sous la forme d'un cuir découpé, qui sert de cadre à la guirlande qui entoure les initiales MA. Au-dessus, un large panneau porte l'inscription AVTEL PRIVILEGIE. La niche est cantonnée de deux pilastres doriques partiellement cannelés, qui supportent chacun une section d'entablement ornée de biglyphes à gouttes, et l'amorce d'un fronton triangulaire couronné d'une boule. Les deux segments du fronton brisé flanquent une petite attique confortée par deux ailerons, et surmontées de deux autres ailerons qui esquissent un petit fronton sommé d'un crucifix. Ce retable serait en marbre. La statue, de très grande qualité, est une œuvre originale, qui sort d'un atelier de renom de la capitale. Le sculpteur devait être un contemporain de Robert Le Lorrain (1666-1743), et fut probablement formé à l'école de François Girardon (1628-1715). Une version plus petite de cette Vierge à l'Enfant existe dans l'église du Plessis-Robinson. L'œuvre est classée depuis juillet 1912[11],[20].
- La cloche Jeanne Thérèse est en bronze, et fut confectionnée par le fondeur de cloches par Gaudiveau en 1793, peu de temps avant l'interdiction du culte catholique sous la Terreur. Ses dimensions n'ont pas été prises. Le baron Ferdinand de Guilhermy a relevé l'inscription qu'elle porte : « LAN 1793 2e DE LA REPUBLIQUE IAY ETE FONDUE PAR LE POUVOIR DU CONSEIL GENERAL DE LA COMMUNE DE MARLY LA VILLE BENITE PAR LE CITOYEN LEGER PAPIN CURE ET NOMMEE JEANNE THERESE PAR JEAN BAPTISTE BRADOR MAIRE ET NICOLE THRESE PREVOST EPOUSE DU CITOYEN MAUGIN OFFICIER MUNICIPAL SEBASTIEN JOSEPH HERBAUX P. R. DE LA COMMUNE ET JEAN CHARLES BARA NOTABLE ET COMISSAIRE / GAVDIVEAV FECIT »[21]. Le classement est intervenu en avril 1944[22] (sans illustration).